# Tyska kyrkan, Stockholm
Det finns även andra tyska kyrkor i Sverige. Se Tyska kyrkan. 
Tyska kyrkan, eller Sankta Gertruds kyrka som den också kallas, är en kyrka i Gamla stan i Stockholm, som ligger på Svartmangatan 16A i kvarteret Juno. Kvarteret omges av Prästgatan, Svartmangatan, Tyska stallplan och Tyska brinken. Kyrkan hör till Tyska S:ta Gertruds församling, grundad 1571 och en av fem icke-territoriella församlingar inom Svenska kyrkan. Gamla stans högsta punkt är tuppen på Tyska kyrkans torn 96 meter över vattnet.
Församlingen följer Svenska kyrkans vanliga gudstjänstordning, men de flesta gudstjänster hålls på tyska. Tyska kyrkan är helgad åt Gertrud av Nivelles, de resandes och sjöfarandes skyddshelgon. Helgonets kult spreds vid 1300-talets mitt till Norden, bland annat i form av Gertrud-gillen i städer med tyskt befolkningsinslag. Sankta Gertrud ska ha räddat några sjöfarande som ropat till henne när de befann sig i sjönöd, enligt Sankta Gertruds helgonlegend. Under medeltiden blev hon därför de resandes skyddshelgon. Före en resa drack man till exempel till Sankta Gertruds minne. Redan under medeltiden hade Sankta Gertrud ett hus här. Från det huset finns källaren och en bit av muren kvar. Efter reformationen upplöstes alla katolska gillen.   
På 1570-talet ersatte Tyska kyrkan S:ta Gertruds gillestuga, där den medeltida stadens tyska borgare hade träffats. Därför bär Tyska kyrkan alltjämt helgonets namn och den står också på den ursprungliga platsen för Sankta Gertruds gillestuga. Gillet bildades på 1300-talet av tyska köpmän. Av Johan III fick Stockholms tyska församling år 1571 en rad nya privilegier. På så sätt fick man år 1607 tillbaka sin gillestuga. I slutet av 1500-talet byggdes den om till ett enskeppigt välvt kapell. Senare utvidgades den till en församlingskyrka efter ritningar av holländaren Willem Boy, Johan III:s hovarkitekt. På norrväggen är de rundbågade fönstren fortfarande kvar sedan dess. Man byggde också ett torn 1613-1618. Omkring 30 år senare fick byggmästaren Hans Jacob Kristler från Strasbourg i uppdrag att bygga om kapellet till en hallkyrka i perpendikulärstil, en sengotisk arkitekturstil. Detta byggnadsskede avslutades med att sydportalen färdigställdes med skulpturer formade på 1640-talet av stenhuggaren Joest Henne från Westfalen. Denna portal påminner snarast om Gamla stans borgararkitektur.
Vid en våldsam eldsvåda 1878 brann kyrktornet ned och en restaurering av taket och exteriören blev nödvändig och då byggdes också det nya tornet. Kyrkans nya kyrktorn ritades av en arkitekt från Berlin, Julius Raschdorff. Han ritade även den övriga restaureringen av kyrkorummets inre. Även om många av detaljerna i kyrkoinredningen är från 1600-talet bär rummet en tydlig prägel av 1800-talets historicism. År 1886 fick kyrkan sitt nuvarande torn, som är 96 meter högt och idag högsta punkten i Gamla stan. Tyska S:ta Gertruds kyrka är en av 43 kyrkor i Stockholms stad, som är särskilt skyddade enligt kulturmiljölagen.

## Historik
Kyrkobyggnaden var ursprungligen, under hansans medeltida storhetstid, Sankta Gertruds gilles hus för tyska köpmän. Gillehuset hade en byggnad med festsal på platsen för den nuvarande kyrkan. Gudstjänsterna hölls i ett eget kapell i den närbelägna Storkyrkan. I samband med reformationen drogs Sankta Gertruds gillestuga in till kronan och kom så småningom att användas som gudstjänstlokal. Gillehusets rester i form av källarvalv finns bevarade under kyrkan. På 1570-talet byggdes gillehuset om till kyrka. På 1580-talet byggdes Sankta Gertruds gillestuga ut till kyrka. En förlängning gjordes åt väster, de första valven slogs. Slutligen uppfördes 1613–1618 kyrkans första torn efter ritningar av arkitekt Hubert de Besche. Detta första byggnadsskede var avslutat 1618.

## Exteriör

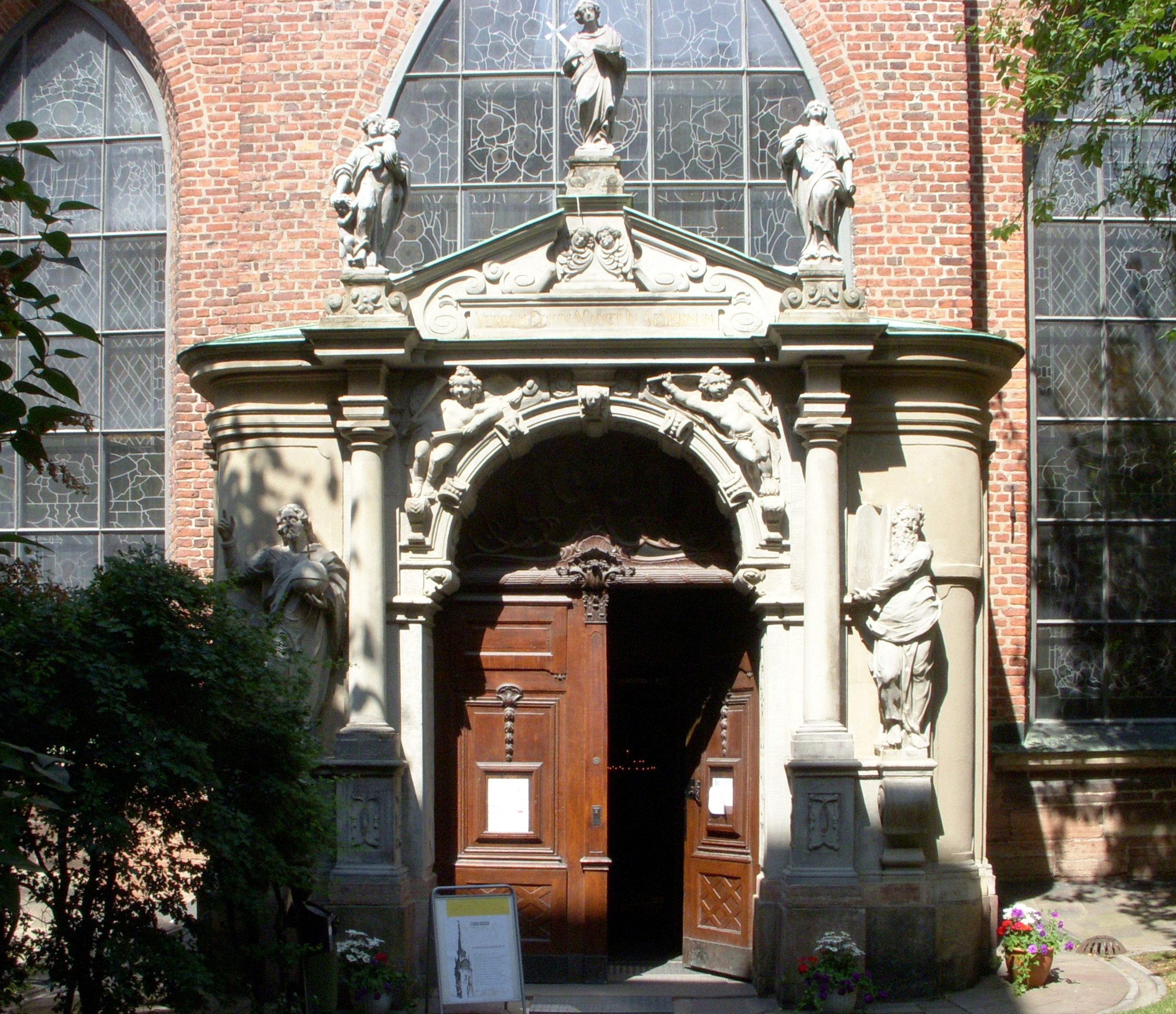
Kyrkans huvudingång är sydportalen. Skulpturerna i sandsten formades på 1640-talet av stenhuggaren Joest Henne från Westfalen. Kyrkportalen är krönt av Tro, Hopp och Kärlek, flankerad av Jesus och Moses som symboler för Gamla och Nya testamentet.

Tyska kyrkan är orienterad i nordostlig-sydvästlig riktning. Det nuvarande utseendet (dock inte tornhuven) fick byggnaden 1638–1642 då Hans Jacob Kristler från Strasbourg anlitades som arkitekt; invigningen ägde rum 1642. Kyrkan fick en praktfull barockinteriör. Kristler var en av sin tids främsta byggmästare. Han hade bland annat skapat det berömda palatset Makalös för Jacob De la Gardies räkning. Kyrkans nya sydfasad fick höga gotiskt spetsbågiga fönster, till skillnad från norra sidans äldre rundbågiga fönster.
Kristler gestaltade byggnaden i tysk-nederländsk renässans blandat med gotikens formelement, och lät bygga om det enkla enskeppiga S:ta Gertruds kapell till en tvåskeppig hallkyrka i sengotisk stil. Kyrkans nya sydfasad fick höga gotiskt spesbågiga fönster, till skillnad från norra sidans äldre rundbågiga fönster. Murmästaren Hans Ferster var byggmästare och låg troligen bakom gestaltningen av valven. Sockeln är av kalksten. Fasaden är utförd i mörkrött tegel, indelad av strävpelare samt innehåller detaljer och hörnkedjor av grå sandsten. Efter branden natten den 7 oktober  1878 och renoveringen 1878–87 fick kyrkan sitt nuvarande torn, ritat av arkitekt Julius Raschdorff från Berlin. Yttermurarna kläddes med maskinslaget tegel (utom den södra väggen). Fönstren har bågar av gjutjärn. Den kopparklädda höga tornspiran från 1887 flankeras av fyra tureller och kröns av en förgylld kyrktupp.
Efter en brand 1878, som helt förstörde det dåvarande tornet, byggdes det nuvarande kopparklädda 96 meter höga tornet efter ritningar av arkitekten Julius Raschdorff från Berlin. Tornet färdigställdes 1887 efter hans ritningar. I Berlin gestaltade han Engelska kyrkan 1885 och Berliner Dom invid Berlins slott (1894-1904). Det ljuder psalmmusik fyra gånger dagligen från tornet i Tyska kyrkan. 
I sydvästfasaden (från innergården) finns kyrkans huvudportal i återhållen barock med skulpturer i sandsten av Joest Henne. Portalen har skulpturer föreställande Jesus och Moses och överst med symboliska framställningar av Tron, hoppet och kärleken.
Över grinden mot Tyska brinken, som leder in till kyrkan och dess gård, står i förgylld text, på tyska, "Fürchtet Gott! Ehret den König!" från första Petrusbrevet 2:17, vilket i Carl XVI Gustaf:s bibel översätts som  "Frukta Gud och ära Kejsaren".

### Exteriörbilder

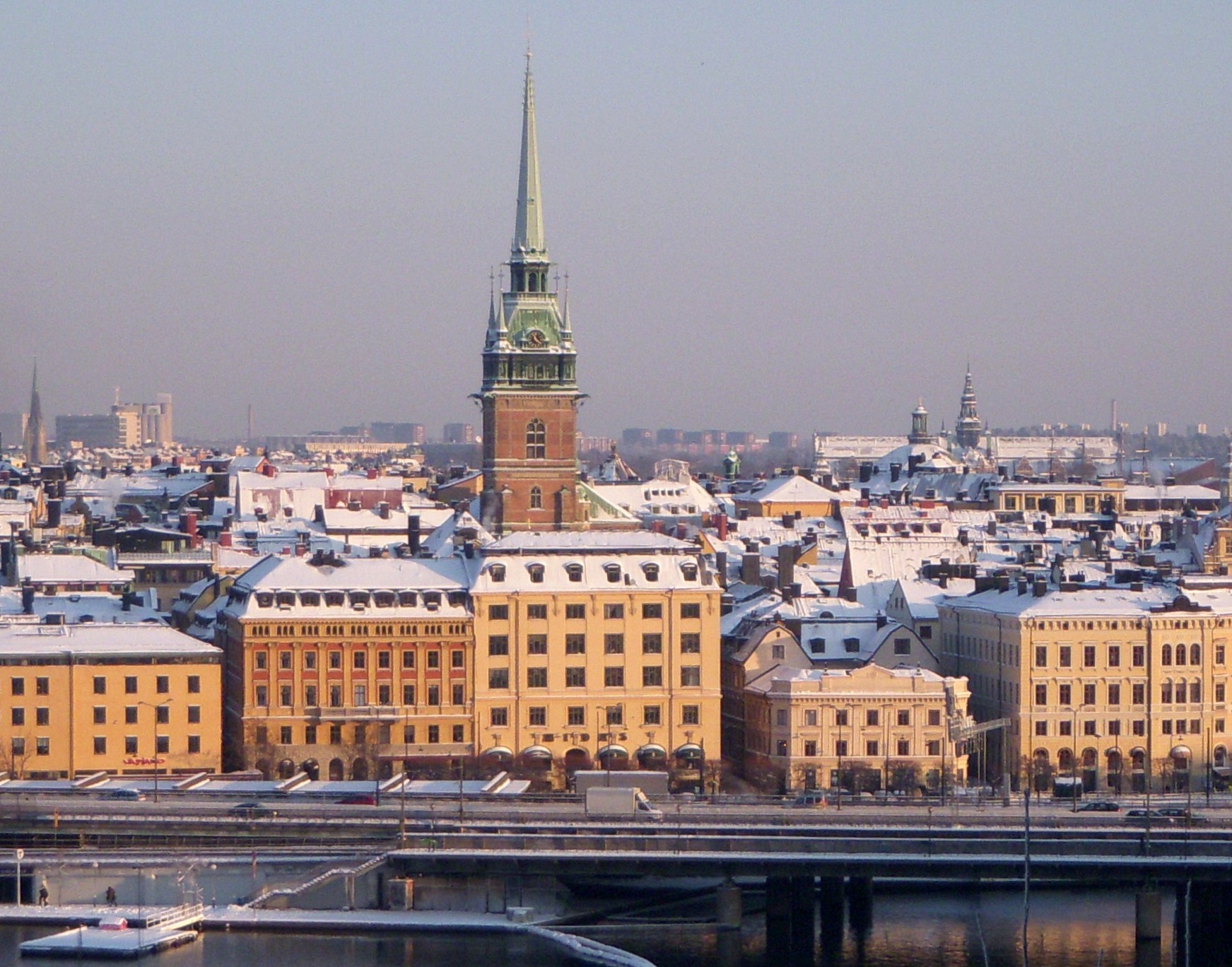
Vintervy från Monteliusvägen 2009
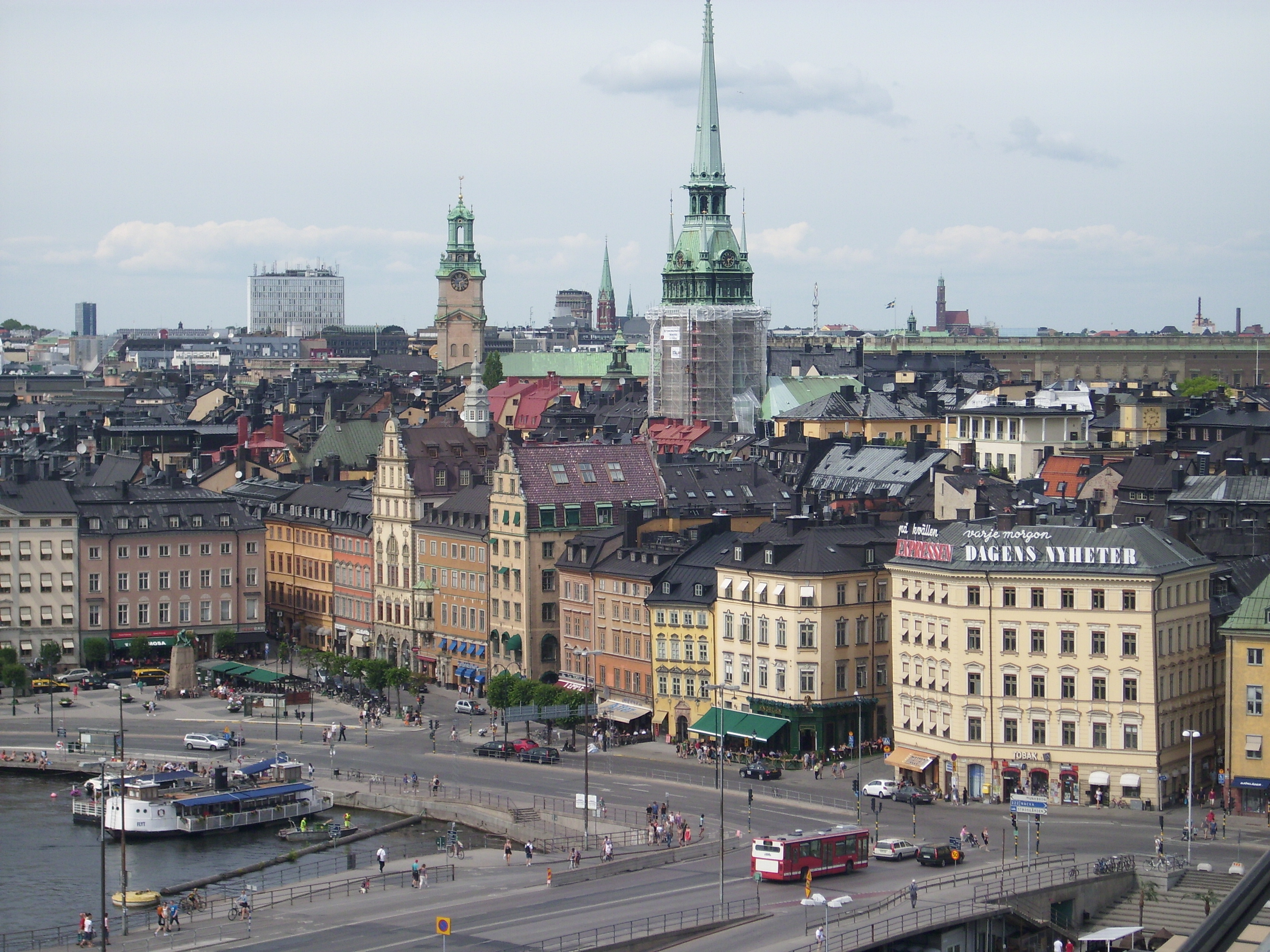
Kyrkan sedd från Katarinahissen 2010
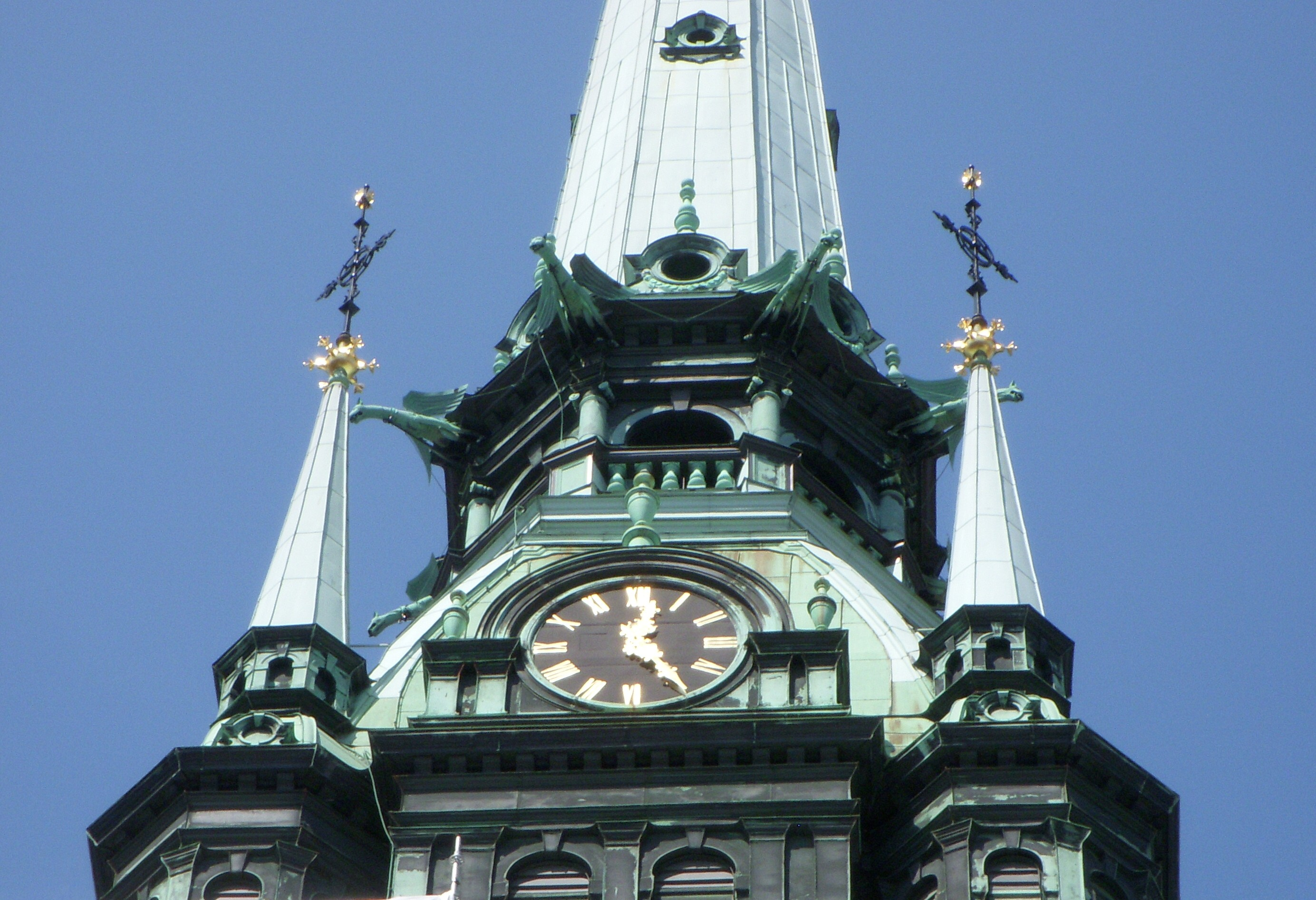
Tornet, vy från kyrkans innergård
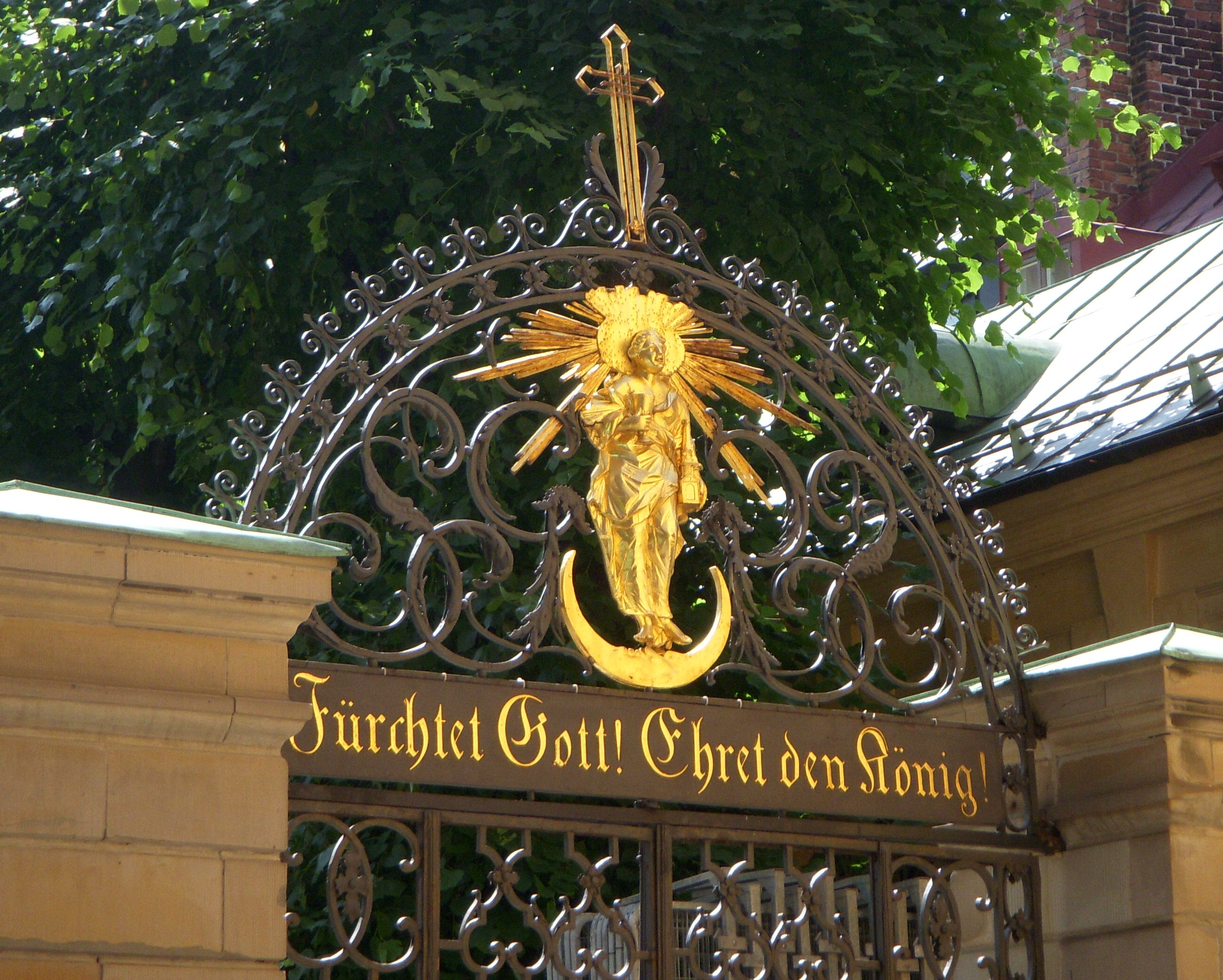
Grinden sedd från Tyska brinken

## Interiör

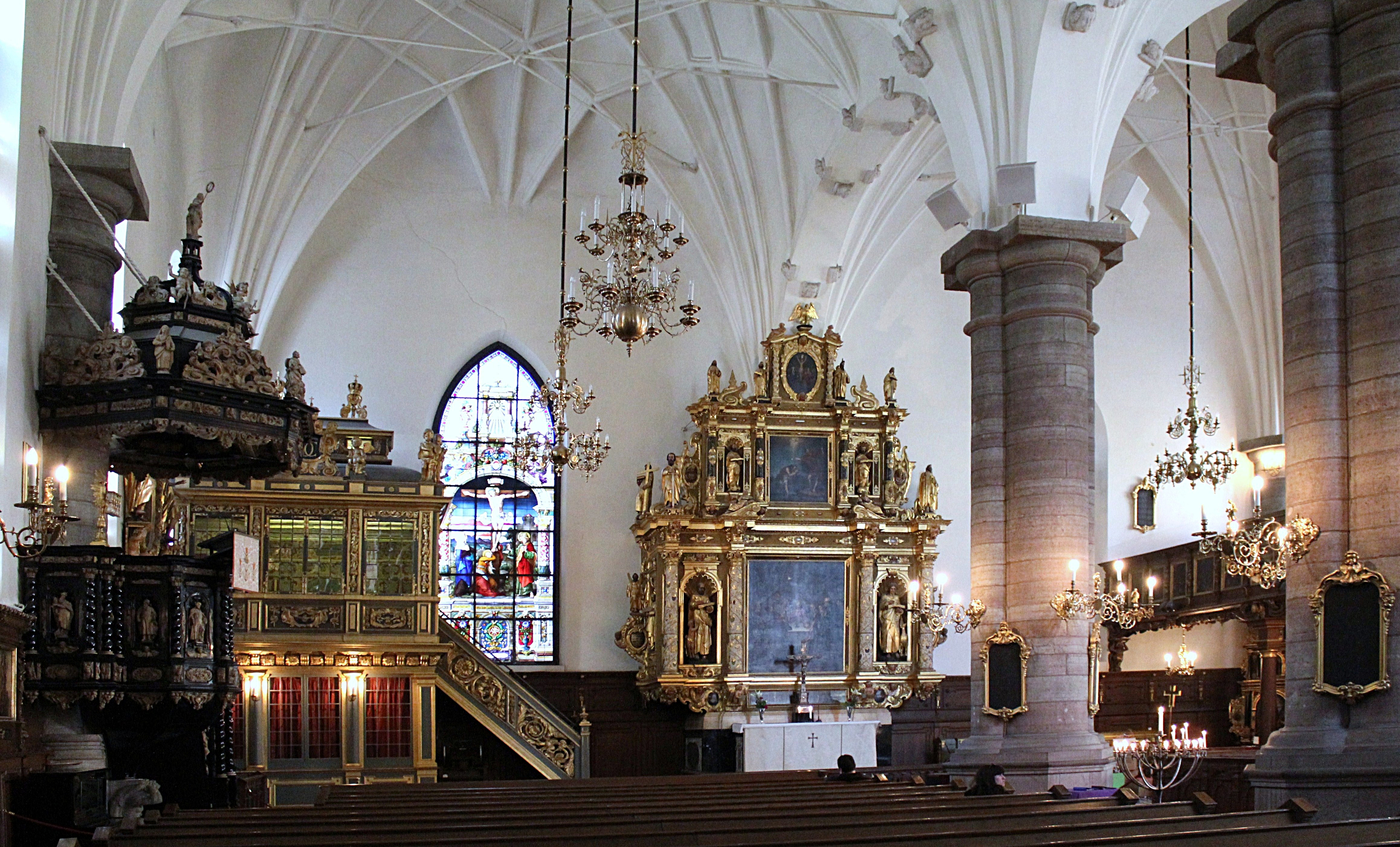
Den tvåskeppiga hallkyrkans kyrkorum med kungaläktaren till vänster och altaret till höger i bild.

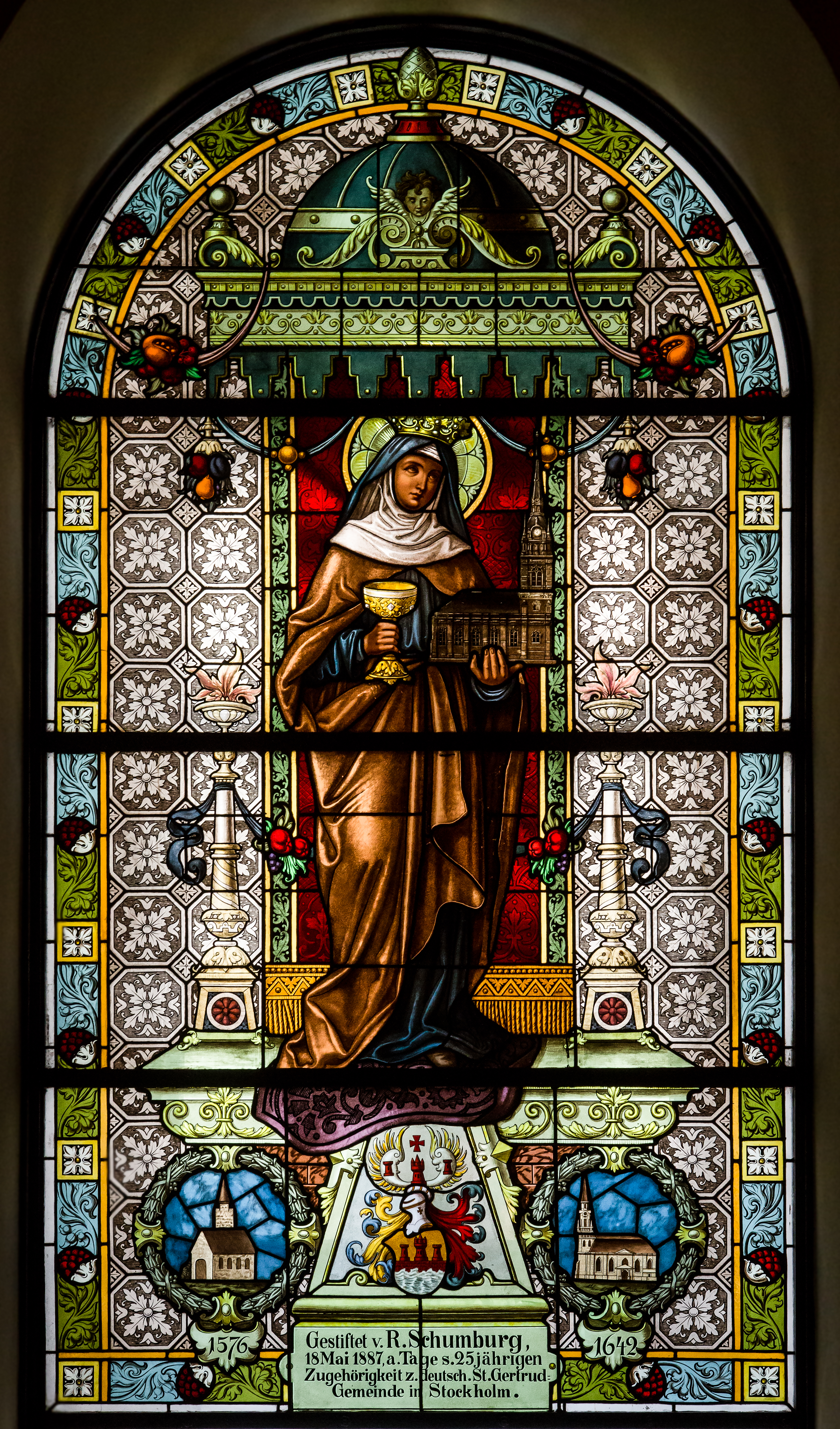
Glasmålning i vapenhuset. S:ta Gertrud var stockholmstyskarnas medeltida skyddshelgon. Hon håller en kalk i höger hand och en modell av Tyska kyrkan i vänster hand. Den lilla kyrkan från 1580 har hon vid sina fötter.

Kyrkan är en tvåskeppig hallkyrka vars kyrkorum är en luftig, nästan kvadratisk hall som är indelad av stjärnvalv. Dessa vilar på halvkolonner av kalksten. Golvet i kyrkorummet är av svart, vit och brun mönsterlagd marmor. Inredningen präglas av senrenässansens "staplande arkitektur" genom träpaneler, rikt skulpterad altaruppsats av Markus Hebel och predikstolen utförd i ebenholts och alabaster av okänd mästare. Hans Jacob Kristler från Strasbourg, som var med om att bygga slottet Makalös förvandlade 1638-1642 Tyska kyrkans enskeppiga kapell till en tvåskeppig hallkyrka i sengotisk stil. Kyrkan fick en ovanlig bredd och rymd, där två mäktiga sandstenspelare bär upp ribbvalven, just där man i svenska kyrkor vanligen finner mittgången fram till altaret. 
- I kyrkan finns en kungaläktare, som är försedd med säteritak i barock, som ritades av församlingsmedlemmen Nicodemus Tessin d.ä. år 1672 för änkedrottning Hedvig Eleonora och den samma år myndighetsförklarade Karl XI. Kungaläktaren är krönt av små putti med Karl XI:s monogram, fritt på pelare, av konstnären Nicolaes Millich, en burgundisk-nederländsk skulptör, som blev mästare som skulptör i Antwerpens Lukasgille 1657-1658. Senare har den nedre delen av kungaläktaren glasats in och är numera sakristia. I övre delens innertak finns en målning av David Klöcker Ehrenstrahl. Ehrenstrahl var liksom Tessin medlem i den tyska församlingen.[3][4]
- Kyrkbänkarna installeras år 1649 och är formgivna av nederländaren Christoffer Wellendorph. Snickeridetaljerna från de äldre bänkarna återanvändes när kvarteren omorganiserades efter kyrkbranden. Från att ha varit slutna kvarter, huvudsakligen vända mot predikstolen, fick de riktning mot altaret och öppna sidor.
- Altaret är ett barockaltare som är nästan 10 meter högt och det är skapat åren 1641-1659 av den tyske konstnären Marcus Hebel (död 1664) från Holstein i Tyskland vid mitten av 1600-talet. I medaljonger syns porträtt av givarna/donatorerna, Hans Bremer, som byggde Grillska huset, och hans hustru. Grillska huset har fått sitt namn av den förmögna släkten Grill som tog över huset från köpman Hans Bremer i slutet av 1600-talet. De tre motiven  på altartavlorna är Nattvarden av Georg Engelhard Schröder från 1743, Dopet och Korsfästelsen från mitten av 1600-talet av okänd konstnär.
- Predikstolen är åttkantig och den är gjord av ebenholts med figurer med kontrasterande ornament och skulpturer i alabaster, som föreställer Kristus och apostlarna, och har skapats av en okänd mästare och skänkts till kyrkan år 1660 av borgarparet Peter Hanssen (1600-1662) och Anna Hansdotter Stecker (1612-1672).
- Läktaren, som ursprungligen hade två våningar är från åren 1647-1649 och har utförts av Christoffer Wellendorph. Läktarmålningarna med bibliska motiv utfördes 1660-1665.
- Dopkapellet ligger i sydöstra hörnet, där Tyska kyrkans äldsta inredning finns, med den rikt smyckade legationsbänken strax intill. Dopaltaret samt dopskålens sockel är från kyrkans äldsta tid och fanns redan i den första kyrkan omkring 1580. Då var ett väggepitafium med tre uppståndelsemotiv, dopskålens sockel och dopskålen av förgyllt silver. Den förgyllda dopskålen tillverkades av den stockholmske silversmeden Arvid Falk från år 1670.
- Karmstolarna, som står i dopkapellet har en gång skänkts av drottning Viktoria.
- Glasfönstren, som är målade är från sent 1800-tal och har utförts i München.
- Vapenhuset har en programmatisk glasmålning av S:ta Gertrud med en modell av den nuvarande Tyska kyrkan och den lilla kyrkan från 1580 vid sina fötter.
- En minnestavla finns vid västra väggen över den tyskfödde källarmästaren Peter Hinrich Fuhrmann, som byggde om det Ehrenstrahlska huset vid Svartmangatan 20-22. Det huset fick sitt namn efter konstnären David Klöcker Ehrenstrahl från Tyskland och som slog sig  Sverige och hade stor framgång bland annat som porträttmålare. Han blev adlad Ehrenstrahl. Peter Hinrich Fuhrmann testamenterade sitt hus till Tyska S:ta Gertruds församling och Tyska kyrkan, där det således finns en minnestavla över honom. En minnestavla över den framgångsrike 1700-talskrögaren finns också på väggen i det Ehrenstrahlska huset.
- Ett epitafium över Peter Heinrich Fuhrmann finns också i Tyska kyrkan.

### Interiörbilder

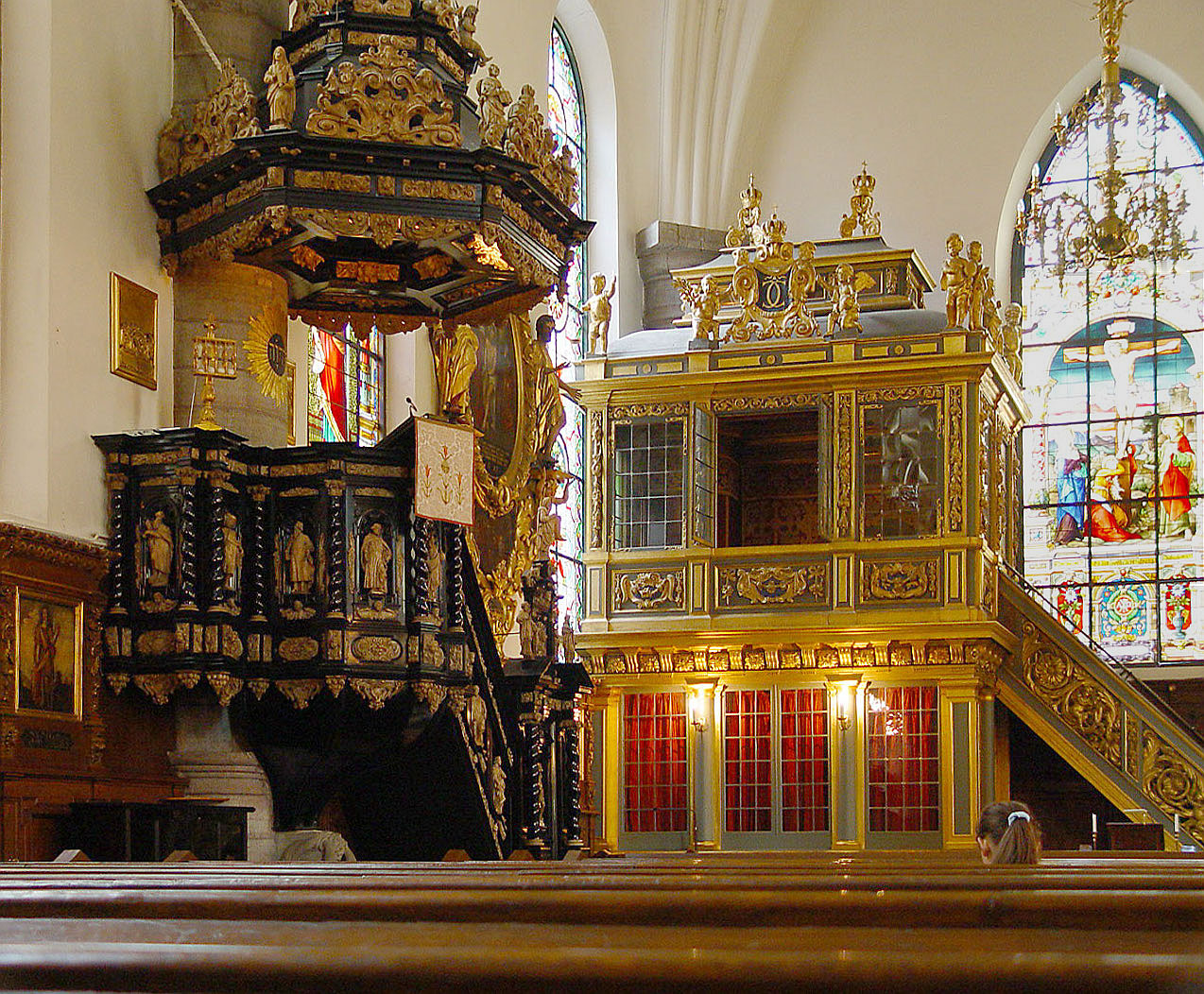
Den unika åttkantiga predikstolen av en okänd mästare och skänkt till kyrkan 1660, samt där bakom kungaläktaren.
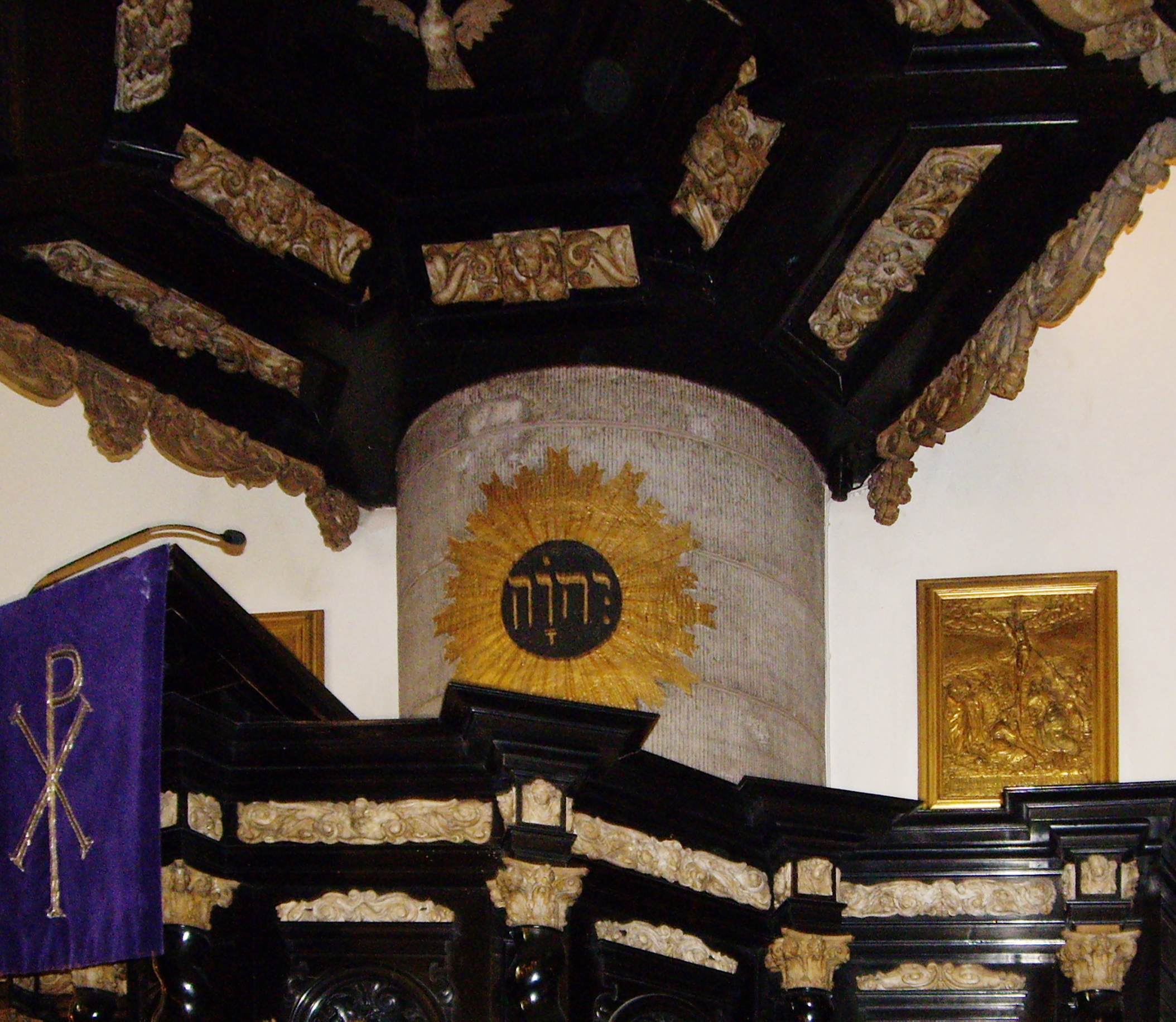
Predikstolens solsymbol med tetragrammet JHWH.
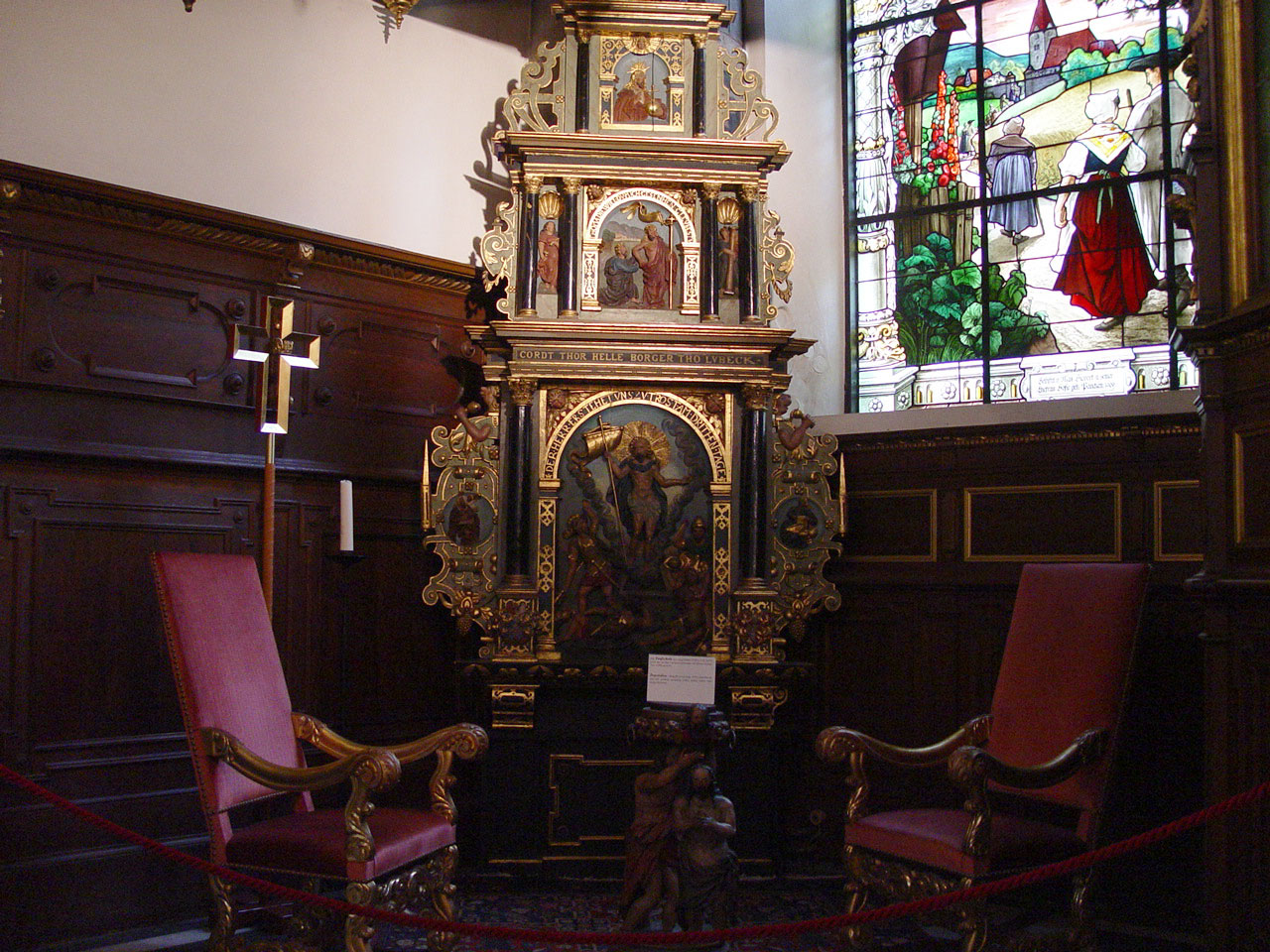
Dopkapellet och dopskålen är från kyrkans äldsta tid.
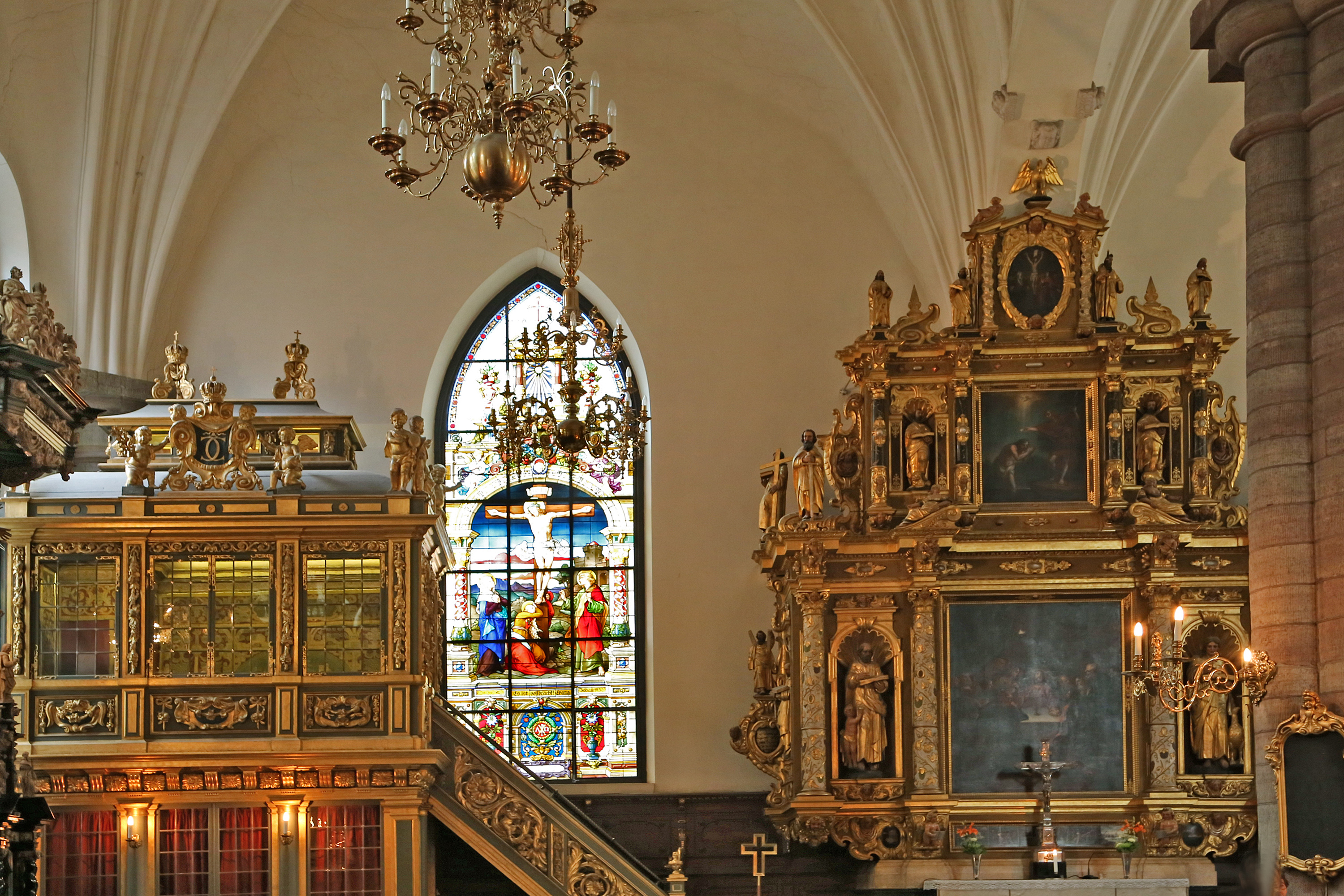
Här är kungaläktaren till vänster medan kyrkans altartavla i barock står till höger.
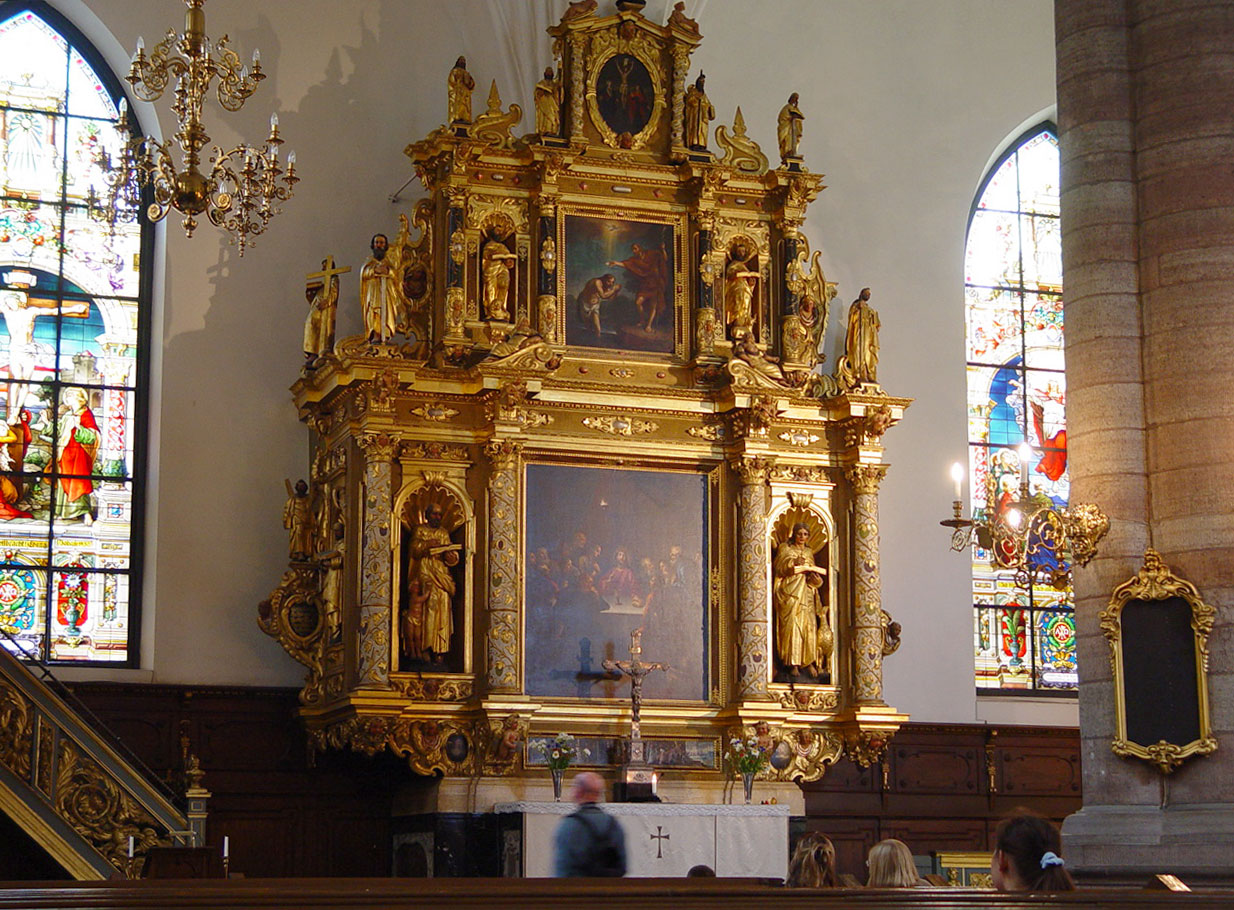
Altaret och altartavlan på närmare håll. Altartavlan skapades i mitten av 1600-talet av Markus Hebel (död 1664).
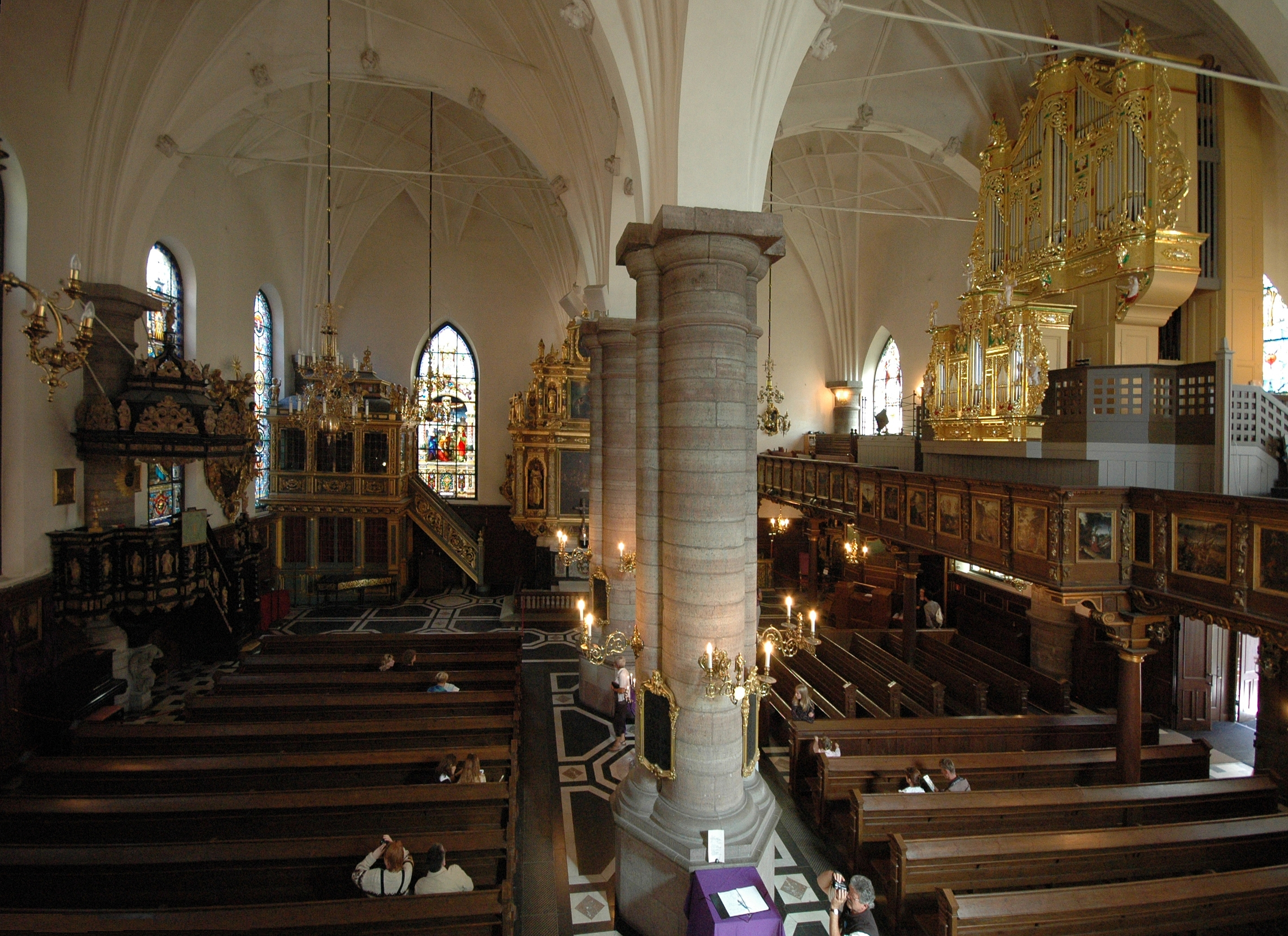
Kyrkans skepp.
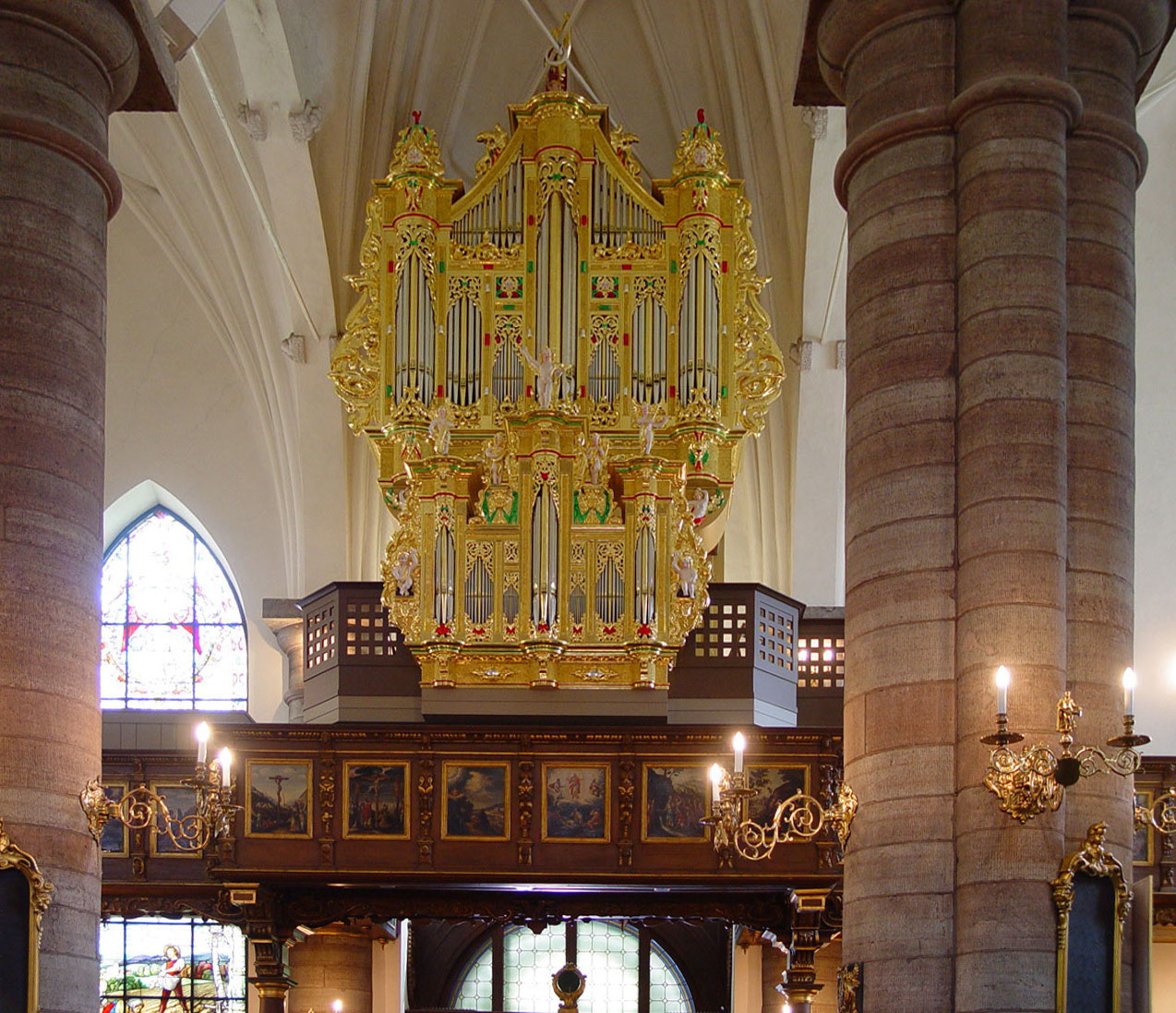
Orgeln invigdes år 2004 och har 36 stämmor. Den är en rekonstruktion av kyrkans 1600-talsorgel.
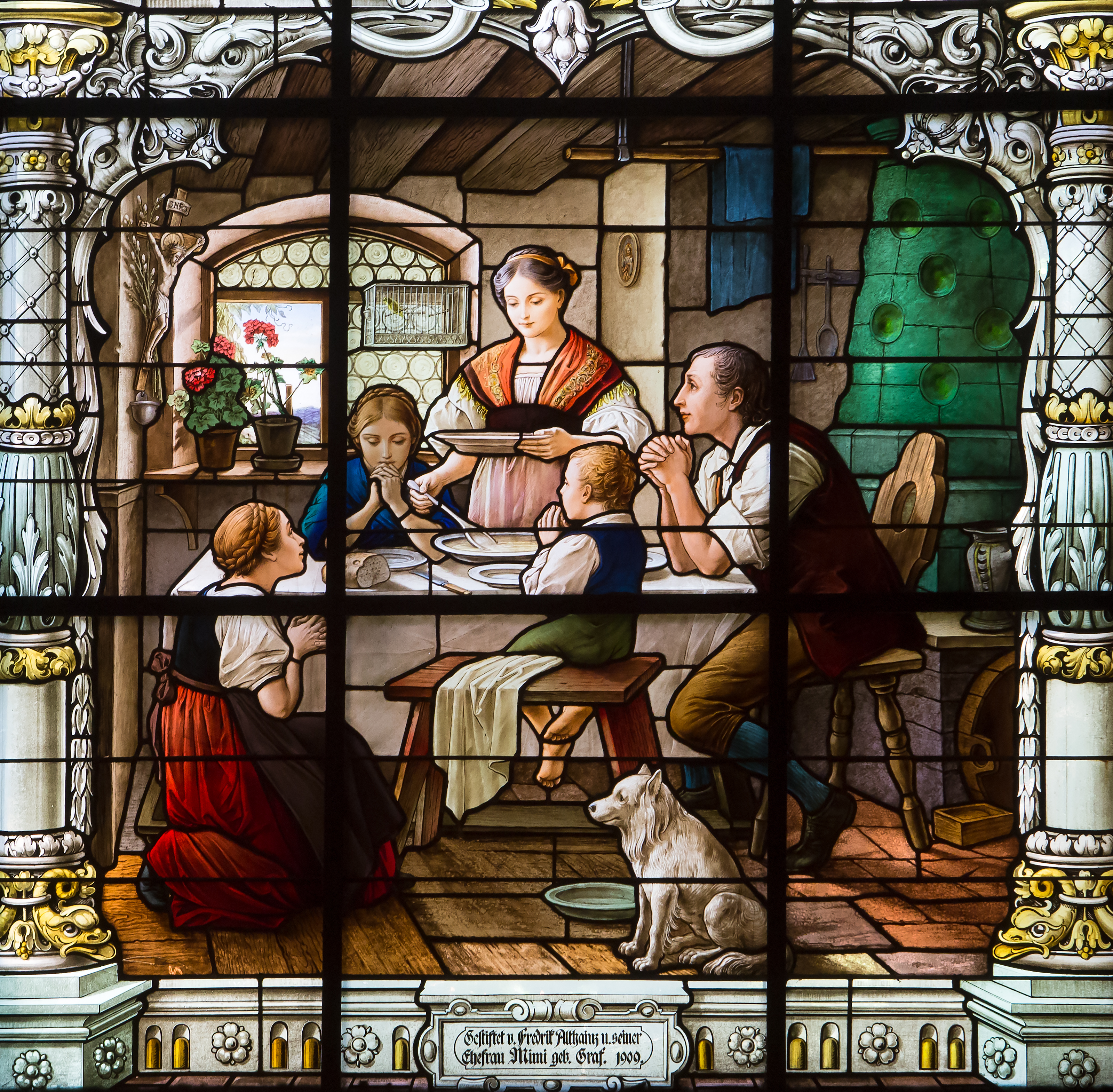
Bordsbön på glasfönster i Tyska kyrkan.

## Orgel
- 1608 köpte man en orgel med 18 stämmor. Den utökades med 8 stämmor år 1625 och år 1647 med 7 stämmor. Orgeln fick senare dekor av Mårten Redtmer, Vasaskeppets huvudskulptör. Orgeln byggdes 1650 och för orgelfasaden svarade Markus Hebel. År 1789 såldes orgeln till Övertorneå kyrka, men en noggrann kopia återkom till kyrkan 2004. Den har blivit reparerad flera gånger och har nu 35 stämmor. Öververket är gjort i Holland. Orgeln har fyra bälgar som är gjorda på ett gammalt sätt med många fållar.[5]

| Öververk C,D,E-c³ | Manual C,D,E-c³ | Ryggpositiv C,D,E-c³ | Pedal       |
| Gedackt 8’        | Kvintadena 16'  | Rörfleut 8'          | Subbas 16'  |
| Rörfleut 4’       | Principal 8'    | Principal 4'         | Borduna 16' |
| Oktava 2’         | Flachfleut 8'   | Fleut 4'             | Gedackt 8'  |
| Kvinta 1’         | Gedackt 8'      | Oktava 2'            | Oktava 4'   |
| Cymbal II         | Oktava 4'       | Kvinta 3'            | Dulcian 8'  |
| Vox humana        | Spetsfleut 4'   | Sesquialtera II      | Trumpet 8'  |
|                   | Oktava 2'       | Scharf III           | Trumpet 4'  |
|                   | Kvinta 3'       | Fagott 16'           |             |
|                   | Mixtur III      | Regal 8'             |             |
|                   | Trumpet 16'     | Jungf Regal 8'       |             |
|                   | Trumpet 8'      | Tremulant            |             |

- På läktaren står en orgel, invigd 2004, som är en rekonstruktion av den barockorgel som byggdes till Tyska kyrkan ursprungligen år 1609[6]. Rekonstruktionen har utgått från originalorgeln som den tedde sig i mitten av 1680-talet. Arbetet är utfört av Grönlunds Orgelbyggeri i Gammelstad. Originalorgeln såldes i slutet av 1700-talet och huvuddelen står sedan 1779 i Övertorneå kyrka; ryggpositivet hamnade i Hietaniemi kyrka.

### Diskografi
- Nyt kaikki kielet, murteet, soikaa! : Ruotsin kirkon virsiä = Svenska kyrkans psalmer. 3. / Dierks, Michael, orgel ; Åberg, Sven, barockluta ; Cetus noster, sångare. CD. SR Records SRCD 2041. 2008.
- Orgelliv : sju sekel i Stockholms stifts kyrkor / redaktör: Christina Nilsson ; foto: Magnus Aronson, Mats Åsman. Stockholm: Kulturhistoriska bokförlaget. 2012. Libris 13609452. ISBN 978-91-87151-04-0 - Innehåller CD med musik på kyrkans Dübenorgel framförd av Michael Dierks.

## Branden 1878 och ny tornhuv
Tyska kyrkans torn har brunnit flera gånger. Natten till den 2 september 1625 antändes tornet två gånger, men man lyckades släcka elden och rädda kyrkan. År 1829 hände samma sak igen, även denna gång kunde man förhindra en större brandkatastrof. Den 7 oktober 1878 klockan 2:15 på tidiga morgonen upptäcktes att Tyska kyrkan åter igen hade fattad eld. Elden bekämpades med två ångbrandsprutor. Trots insatsen kunde det 70 meter höga, smala 1600-tals tornet inte räddas och spiran störtade ner, dels i Tyska brinken och dels på kyrktaket. Kyrkklockorna föll ner på kyrkans valv, som höll. Även kyrktaket fattade eld och tack vare det stabila och brandsäkra valvet kunde elden inte nå kyrkans inre. Det då nybildade Stockholms brandförsvar kunde begränsa eldsvådan till själva byggnaden.
År 1886 fick kyrkan sitt nuvarande, 96 meter höga torn med sin höga, slanka tornspira. Arkitekt var Julius Carl Raschdorff från Berlin som även var arkitekt för Berliner Dom. Konstruktionen utfördes med ett för tiden modernt bärverk i stål. Tyska kyrkans torn är Gamla stans högsta punkt och ett framträdande inslag i Stockholms stadsbild. I samband med en omfattande renovering 1910–1912 kläddes tornhuven med ny kopparplåt. Åren 2005–2006 renoverades tornets kopparplåt igen.

### Tornet och klockor

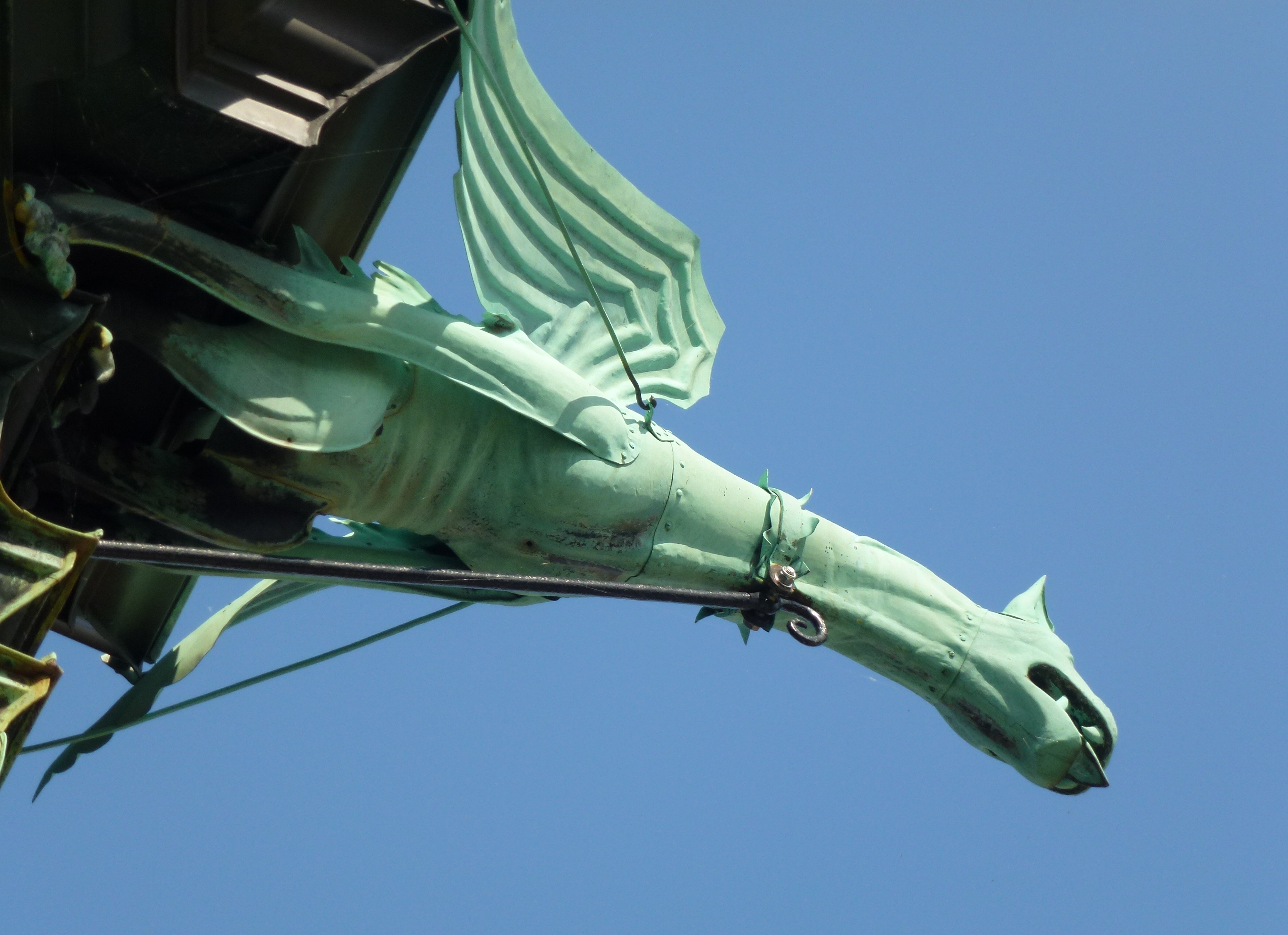
Tornets vattenkastare är utformade som drakar
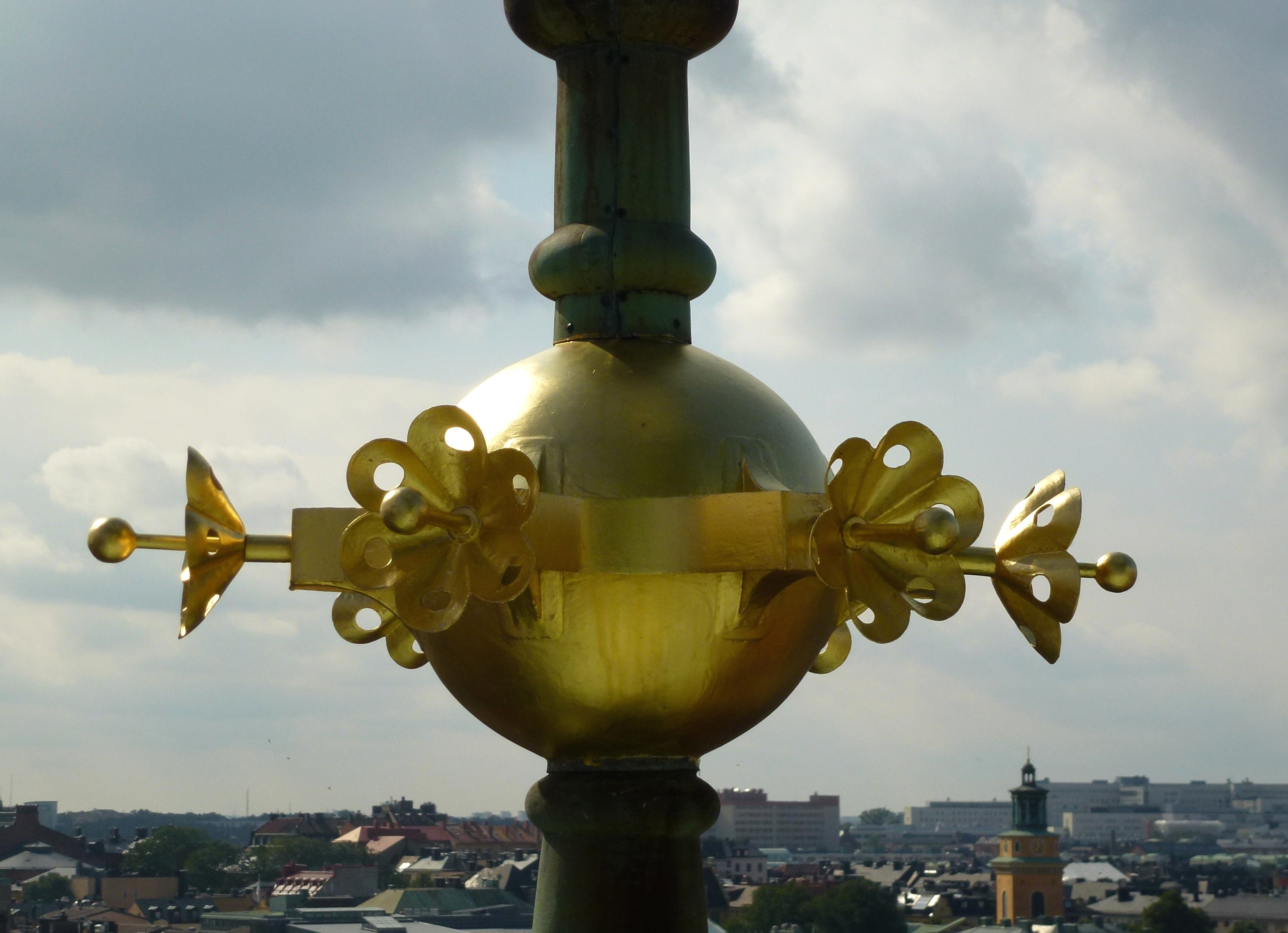
Spiran på ett av sidotornen
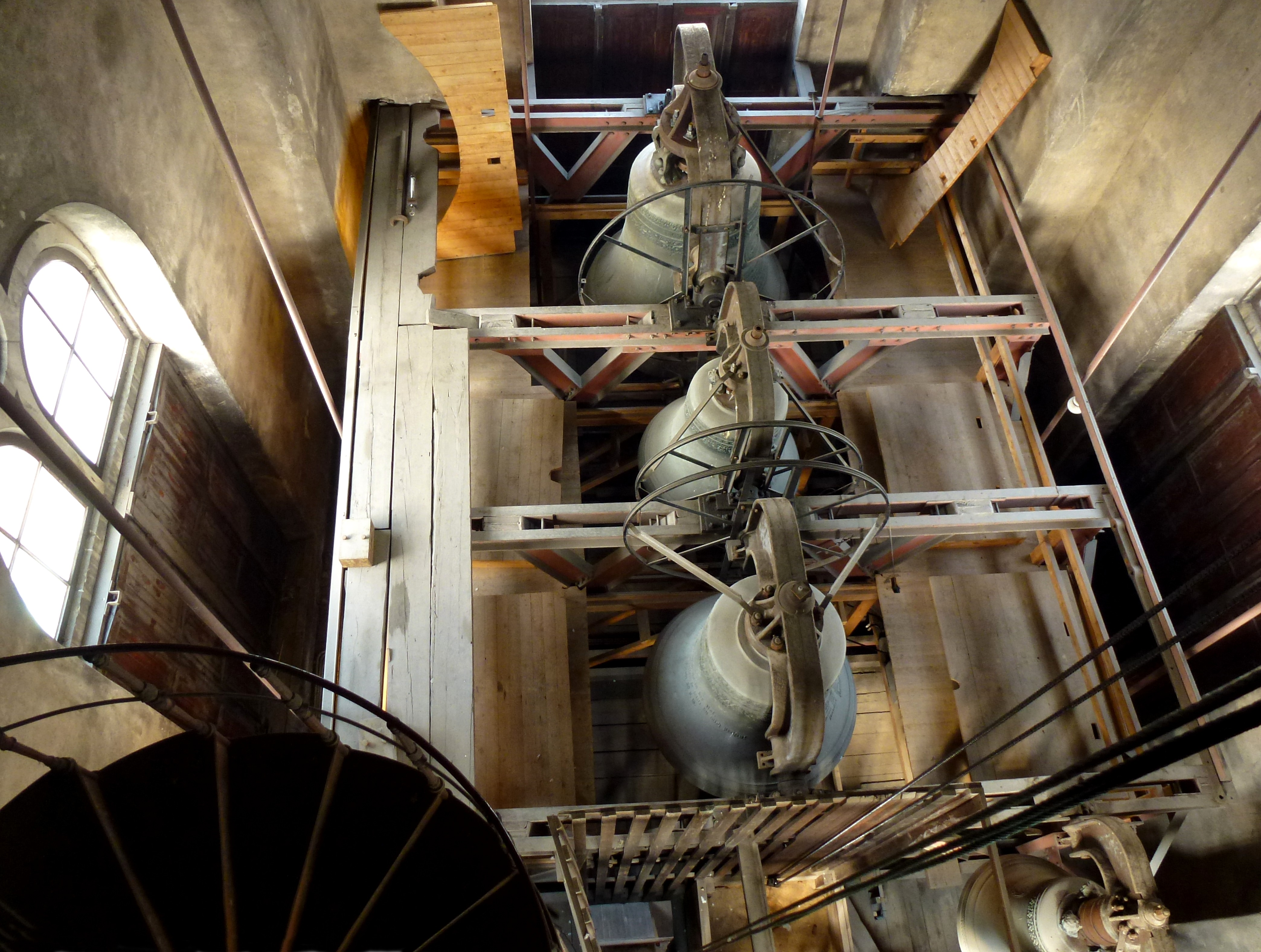
Storklockan högst upp
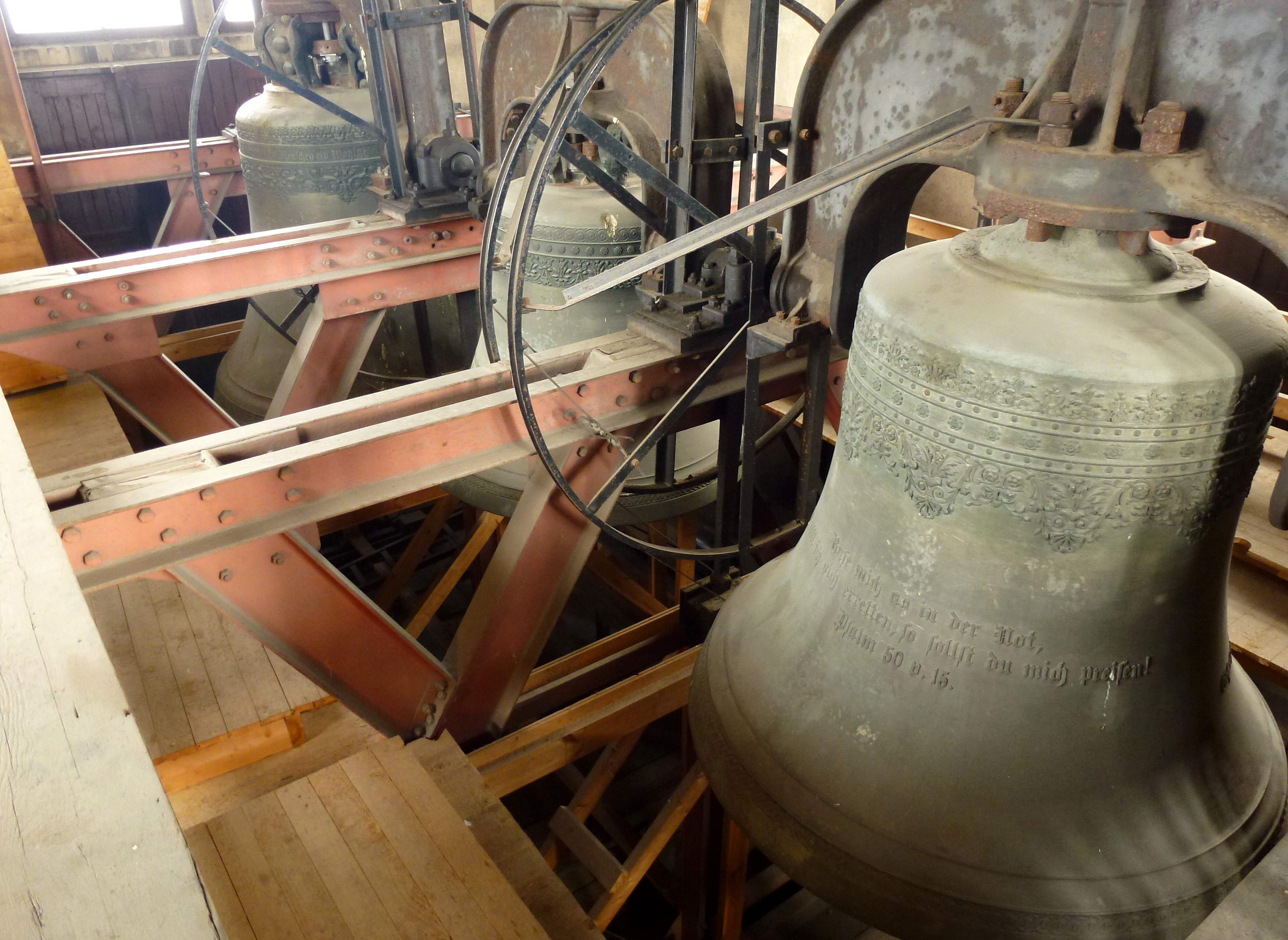
Kyrkans tre huvudklockor

### Utsikt från tornet

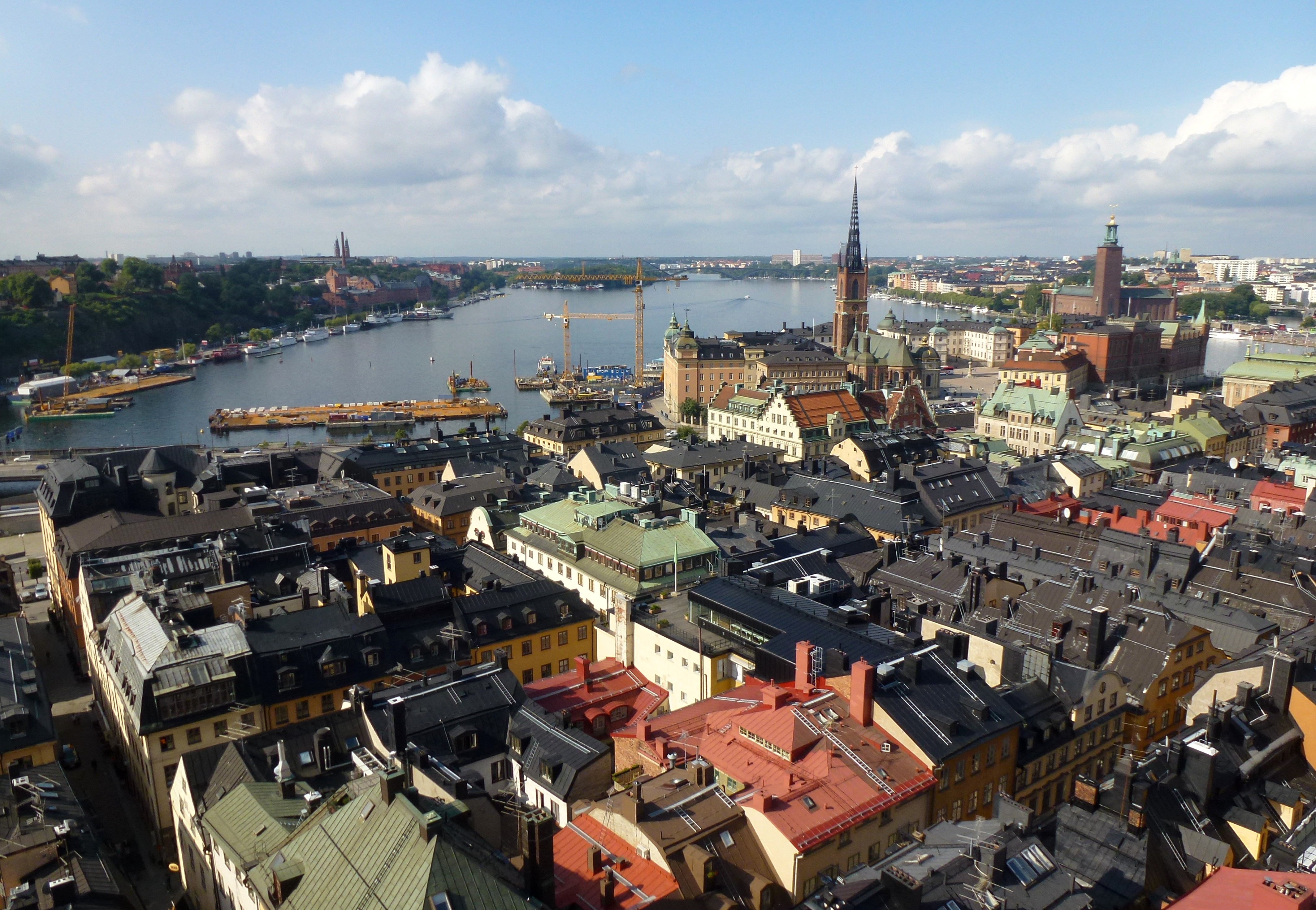
Vy mot väst
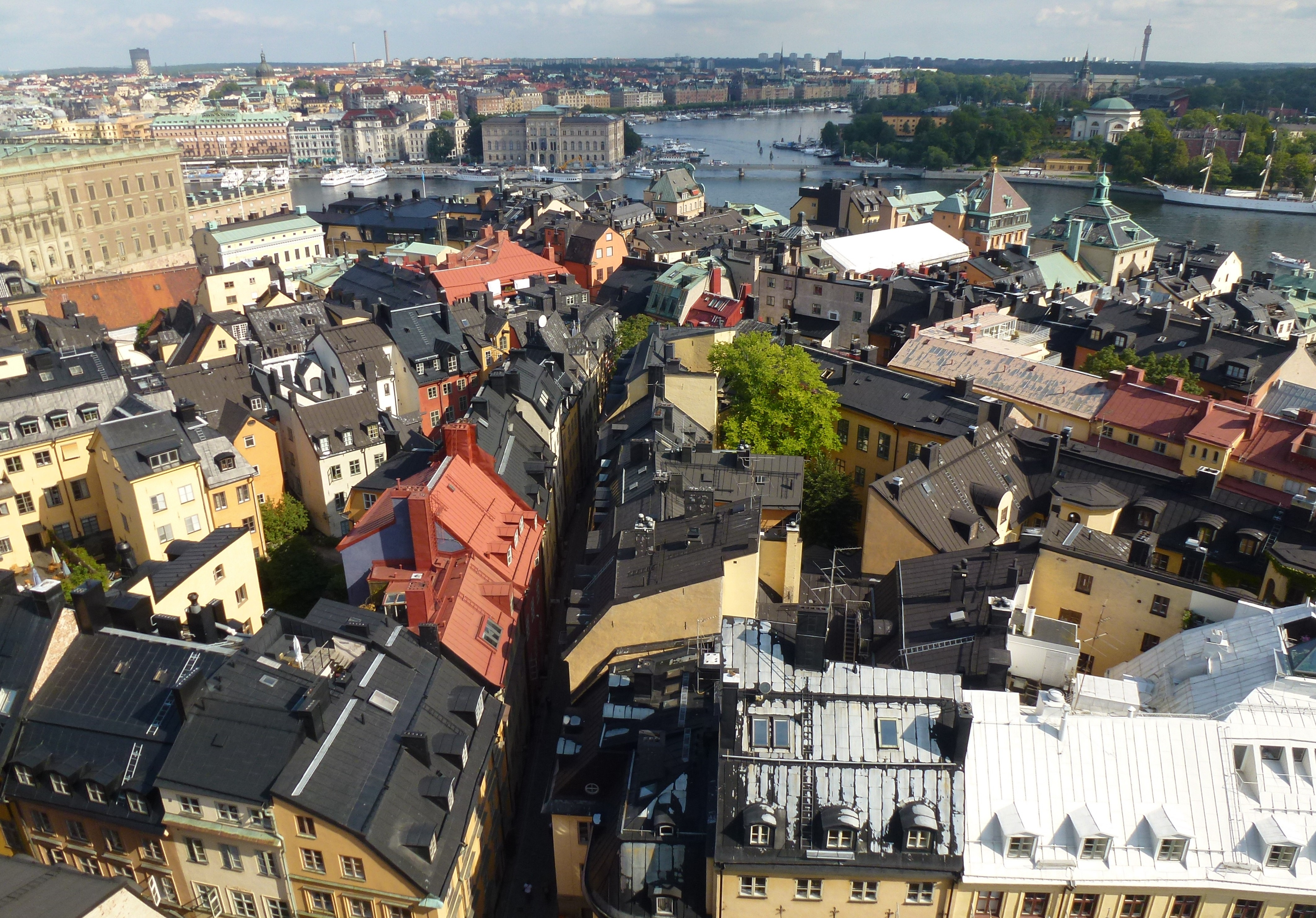
Vy mot ost
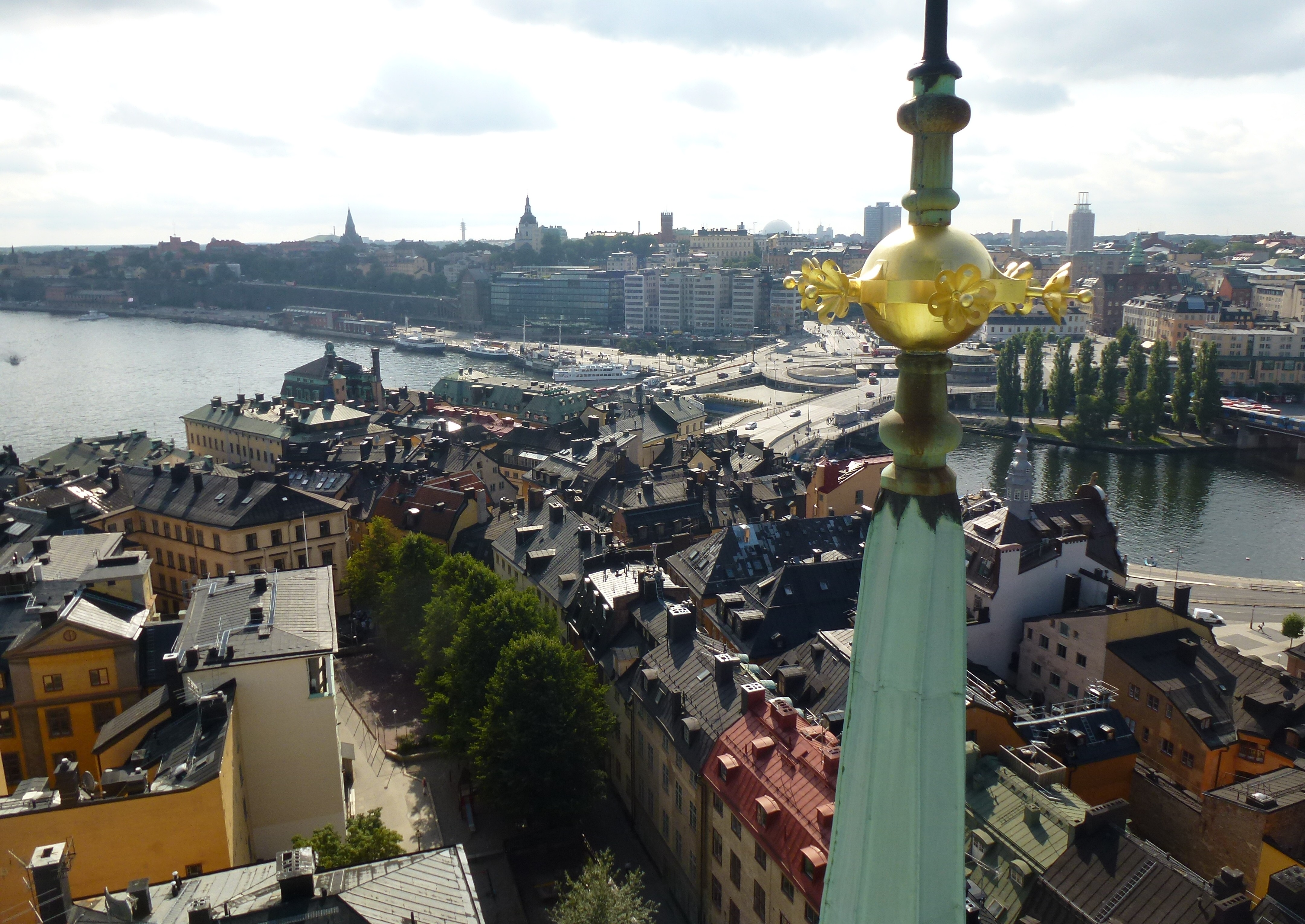
Vy mot syd
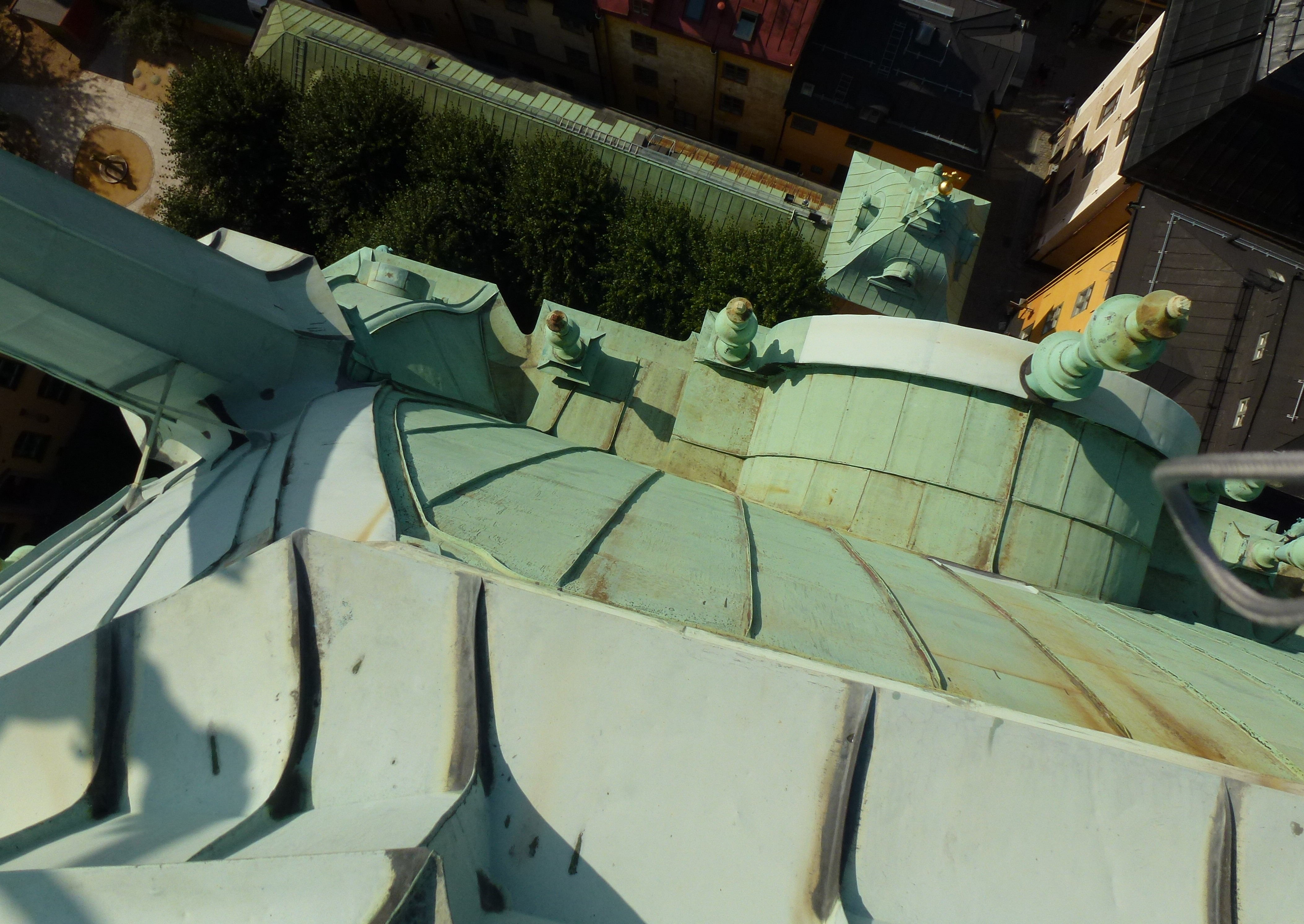
Vy rakt ner

## Klockor och klockspel
Efter branden fick kyrkan nya klockor 1884. Det omtalade klockspelet från 1660 var svårare att återställa. Det göts om 1888 och 1923, nu är det nyrestaurerat.
Kyrkan har fyra kyrkklockor, varvid storklockan är näst störst av Sveriges kyrkklockor med en vikt av cirka 6 ton (troligen förutom kläppen) och diametern 2,1 meter, den är tillverkad av J.G. Grosse i Dresden. Det är dock bara de tre största som används, den minsta saknar motor. Det ursprungliga klockspelet kom till år 1666. Det konstruerades i Amsterdam och bestod av 28 klockor som bildar en harmoni och som spelar psalmen "Nun danket alle Gott" (Nu tacka Gud, allt folk) med melodi av Johann Crüger från 1647. Klockornas grundtoner ligger på g0, h0 och d1. Den minsta klockan har grundtonen giss1. 
Efter branden 1878 installerades fyra nya kyrkklockor samt ett nytt klockspel med 25 klockor som donerades av riksgrevinnan Wilhelmina von Hallwyl. Det var hennes mor, fru Johanna Kempe, som flitigt besökte S:ta Gertrud, som skänkte klockspelet till det nya tornet på 1880-talet. Grevinnan Wilhelmina von Hallwyl deltog flitigt i församlingsarbetet och var generös donator. 1923 lät hon gjuta om klockspelet som klingat falskt. Klockspelet spelar två olika melodier fyra gånger varje dag, "Nun danket alle Gott" ("Nu tacka Gud, allt folk") och "Lobe den Herren, den mächtigen König der Ehren" ("Lovad vare Herren") på gamla tyska melodier. De dagliga spelningarna sker automatiskt, men klockspelet kan även spelas manuellt. Tangentbordet finns i luftig höjd i tornet. Det fordras kraft att spela på det; det krävs knytnävar att slå på tangenterna som överför kraften via vajrar direkt till klockorna. Nuvarande klockspel renoverades från grunden och utvidgades med 12 nya klockor till 37 klockor av Eijsbouts klockgjuteri (Nederländerna) år 2008.

### Klockspelet

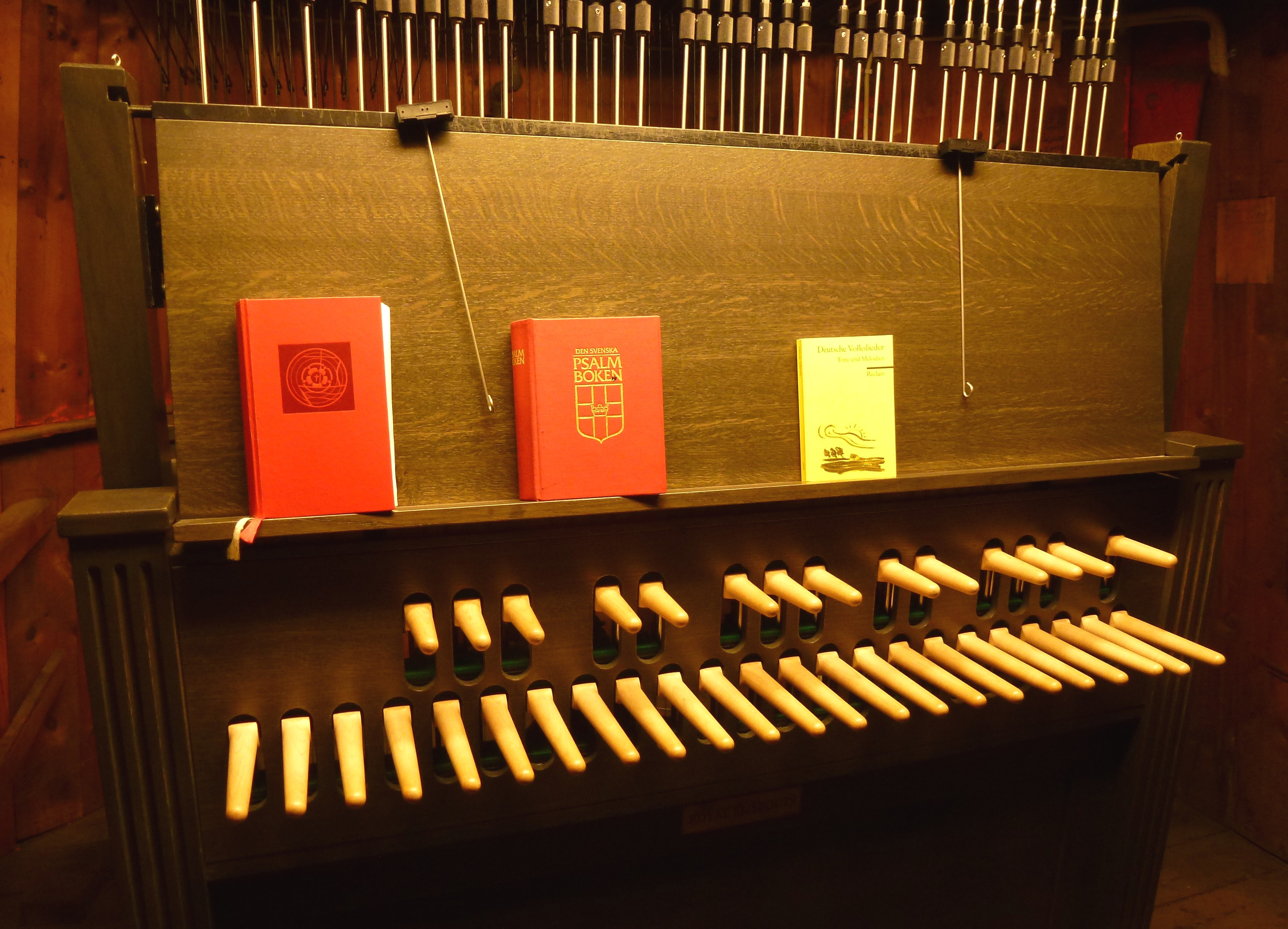
Klockspelets klaviatur
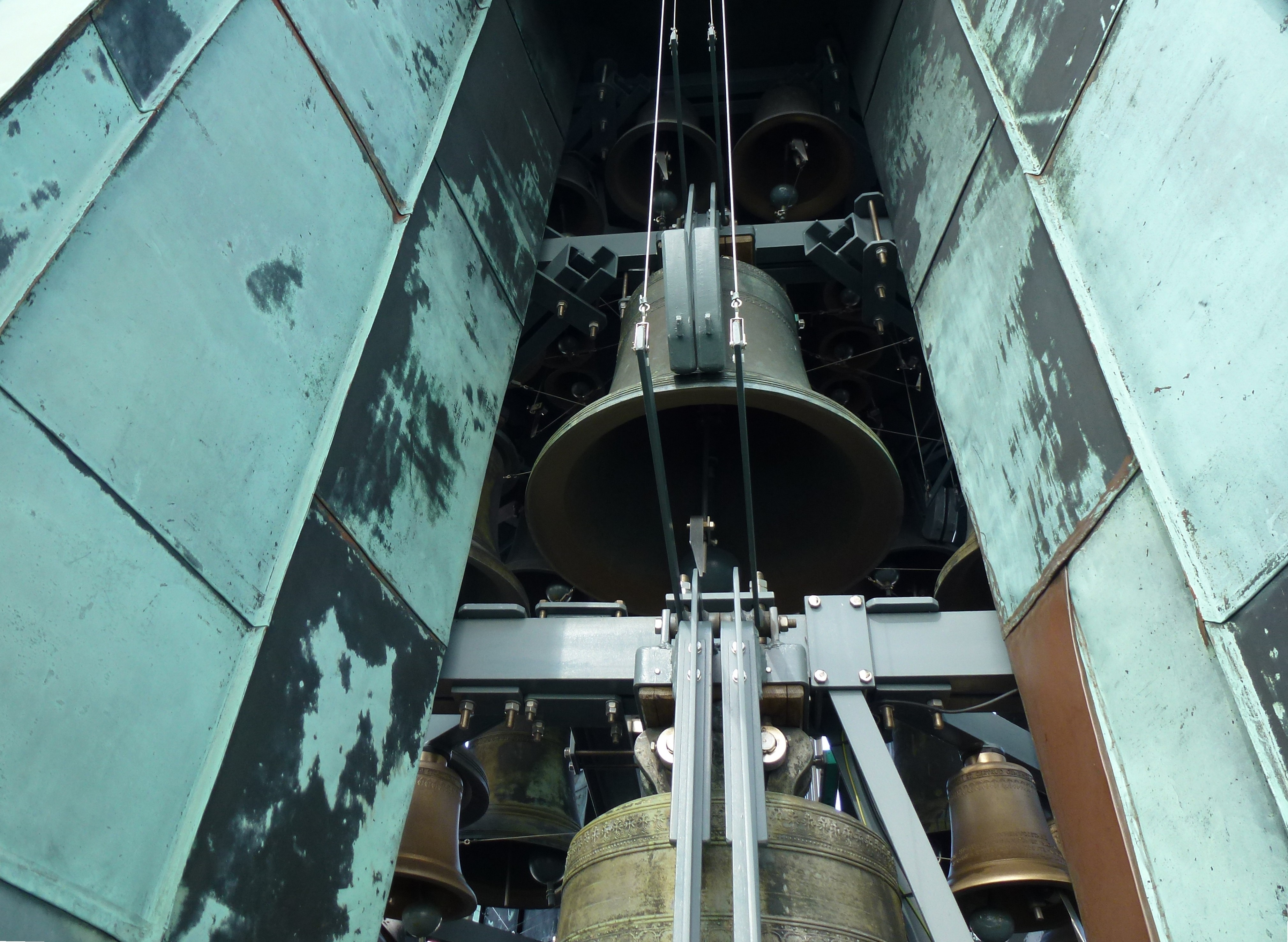
Klockspelet i tornet
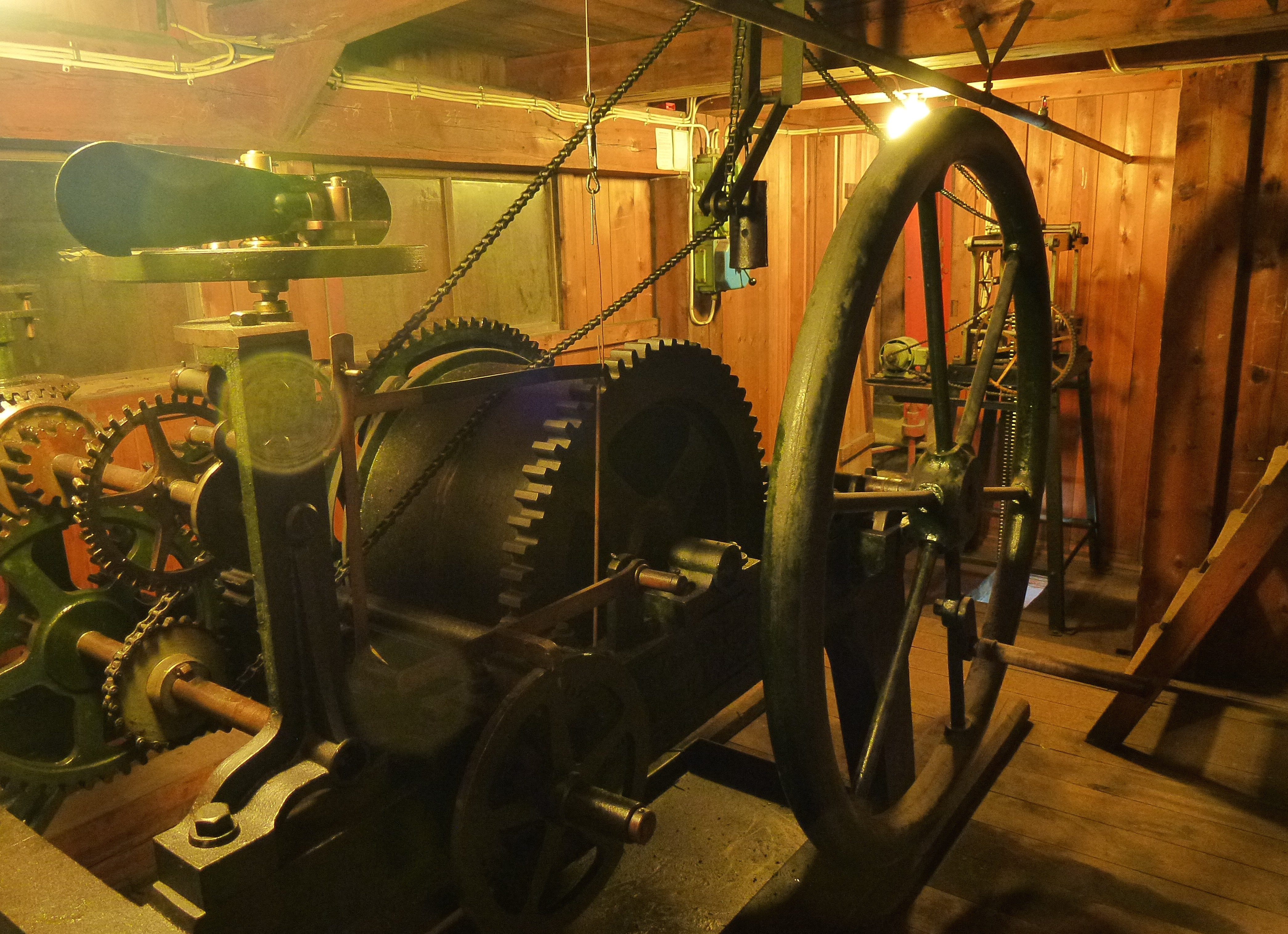
Klockspelets automatiska spelverk
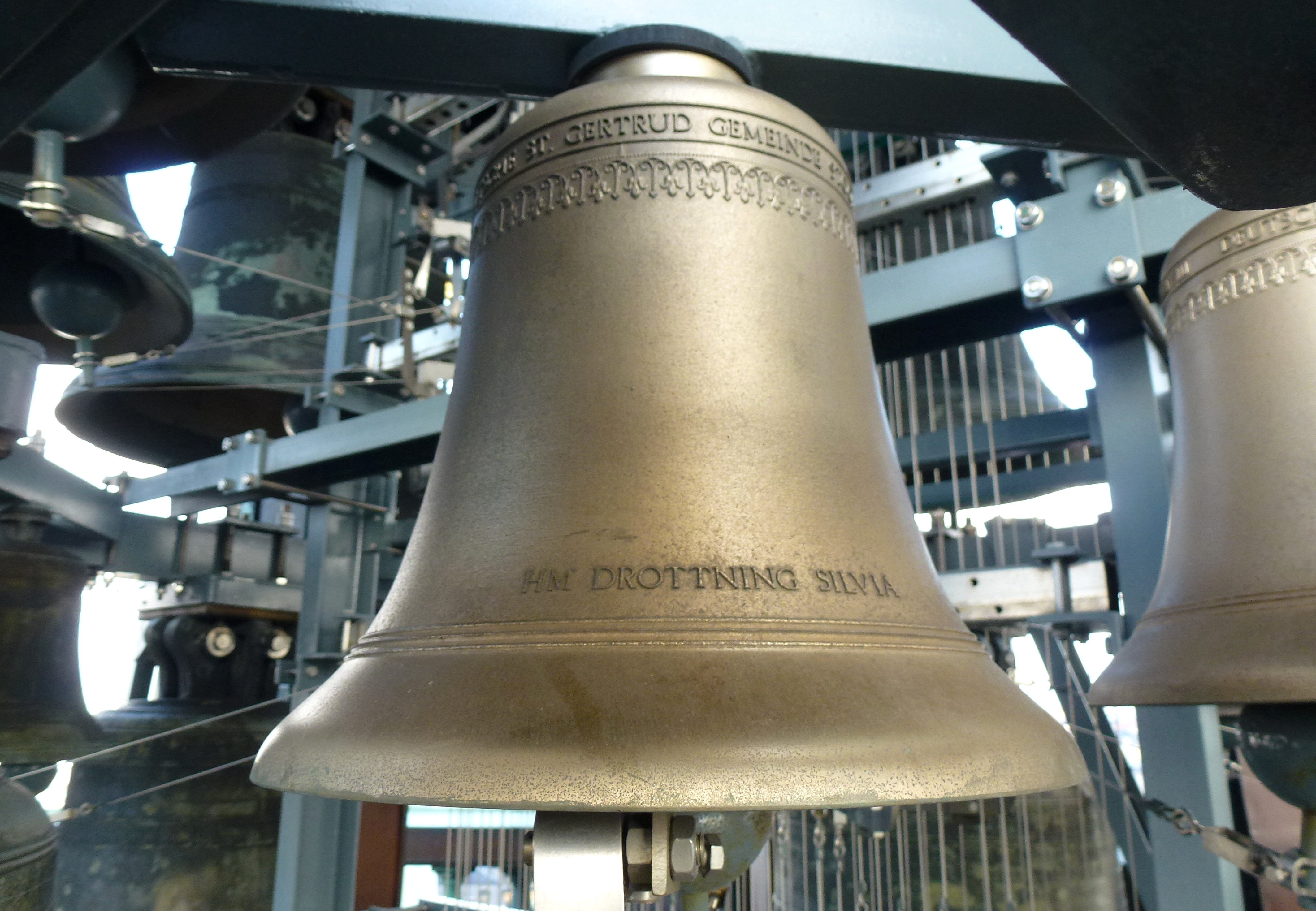
Klocka "HM Drottning Silvia"

## Källor

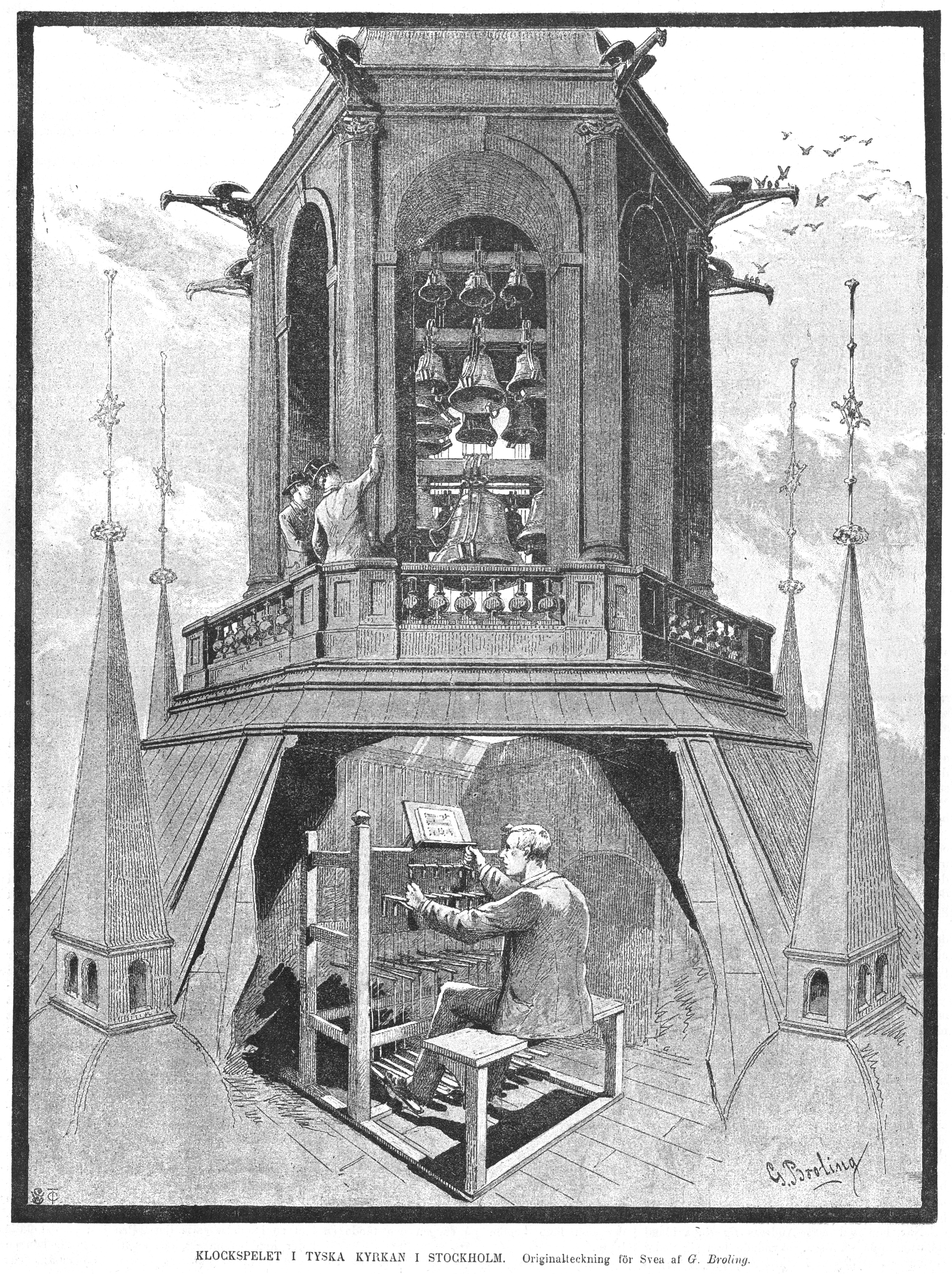
Klockspelet i Tyska kyrkan. Bild från tidskriften Svea 1889.